# Propagande américaine durant la Seconde Guerre mondiale
Pour un article plus général, voir Propagande des États-Unis.

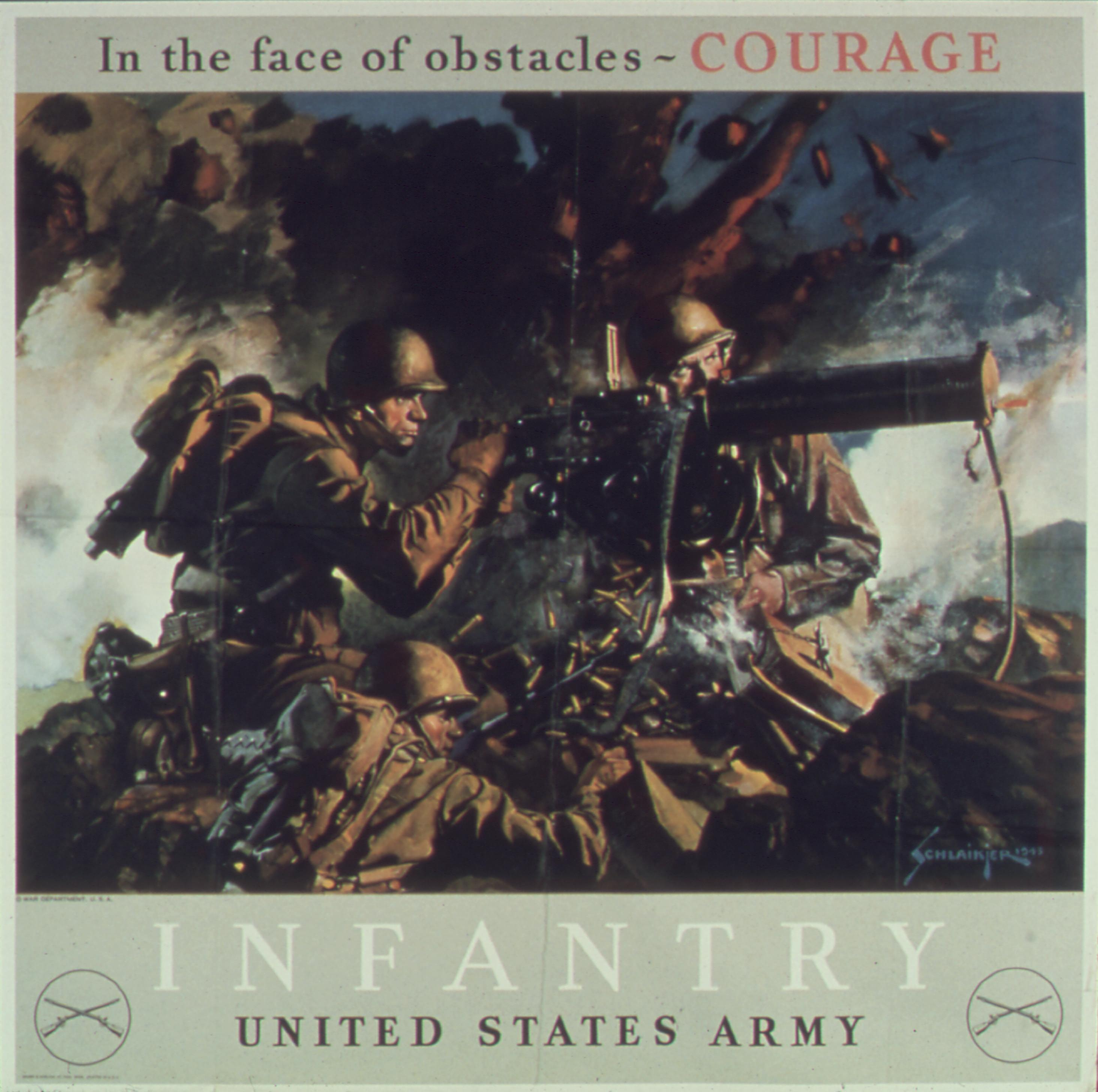
« Face aux obstacles, le COURAGE ».

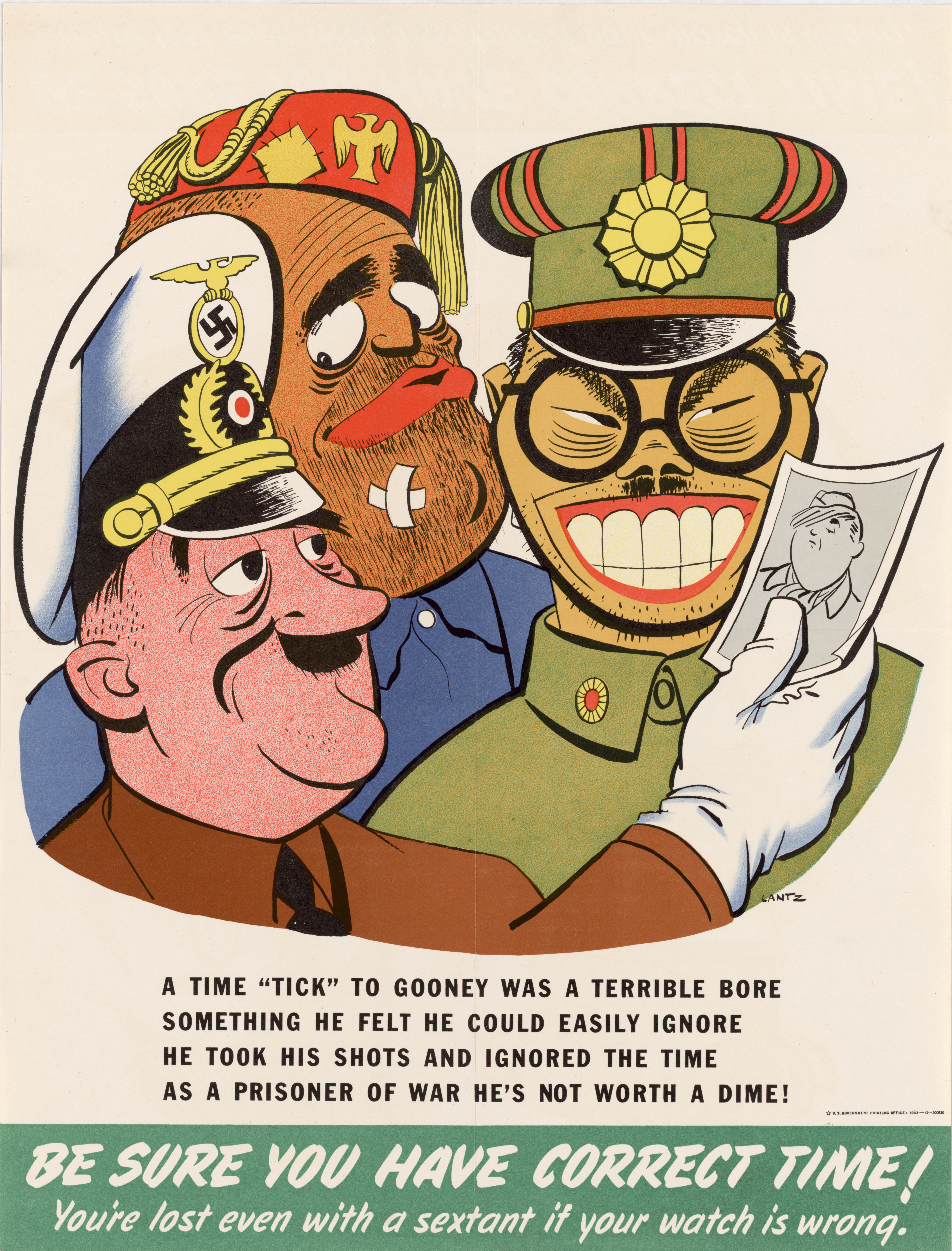
« ASSUREZ-VOUS QUE VOUS AVEZ L'HEURE EXACTE ! ». Cette affiche destinée aux étudiants de navigation aérienne associe des instructions à des caricatures des dirigeants ennemis.

La propagande américaine durant la Seconde Guerre mondiale (1941-1945) est utilisée pour accroître le soutien à la guerre et souligner la détermination des Alliés à obtenir la victoire. L'utilisation d'un large éventail de médias, la haine de l'ennemi fomentée par les propagandistes et le soutien aux alliés des États-Unis, exhorte le grand public à un plus grand effort pour aider la production de guerre (en) et les jardins de la victoire, persuade les gens d'économiser une partie de leurs matériaux de sorte que davantage peuvent être utilisés pour l'effort de guerre et d'acheter des obligations de guerre. Le patriotisme devient le thème central de la publicité tout au long de la guerre tandis que des campagnes à grande échelle sont lancées pour vendre des obligations de guerre, promouvoir l'efficacité dans les usines, réduire les rumeurs malfaisantes et maintenir le moral des civils. La guerre renforce le rôle de l'industrie de la publicité dans la société américaine, détournant ainsi les critiques antérieures. Certains cependant, affirment que ces médias représentent l'ennemi de façon précise et qu'il s'agit simplement d'une tentative pour informer le public américain des menaces auxquelles il est confronté.

## Campagnes

Affiche reprenant le succès d'Irving Berlin, diffusée par l'OWI, Bureau of Special Services, 1943-45.

Dans un premier temps, le gouvernement est réticent à s'engager dans des campagnes de propagande, mais la pression des médias, du secteur des entreprises et des annonceurs qui veulent en prendre la direction persuade le gouvernement d'y prendre un rôle actif. Même ainsi, le gouvernement insiste sur le fait que ses actions ne sont pas de la propagande mais un moyen de fournir des informations. Ces efforts se regroupent lentement et de façon non coordonnée dans une dynamique plus unifiée de propagande mais jamais au niveau atteint lors de la Première Guerre mondiale.
En 1942, le président Franklin D. Roosevelt crée l'Bureau de l'information de guerre (OWI). Cet organisme de niveau intermédiaire se joint à de nombreuses autres agences de temps de guerre, dont le ministère de la Guerre et le ministère des Affaires étrangères, dans la diffusion de l'information et de la propagande de guerre. Les responsables de l'OWI utilisent de nombreux outils pour communiquer au public américain parmi lesquels les studios de cinéma de Hollywood, les stations de radio et la presse d'information.
Le Writers' War Board (en) est organisé de façon privée pour des fins de propagande et agit souvent comme lien entre le gouvernement et les écrivains. Beaucoup des écrivains concernés considèrent leurs efforts supérieurs à la propagande gouvernementale car ils estiment leurs productions plus audacieuses et réactives que les efforts gouvernementaux. Cependant, les auteurs répondent à la fois aux demandes officielles et lancent leurs propres campagnes.
En 1944 (et jusqu'en 1948), d'importants responsables politiques américains lancent une campagne de propagande nationale visant à convaincre le public américain d'accepter une paix sévère pour le peuple allemand. Une des méthodes utilisées dans cette campagne est une tentative pour supprimer l'idée répandue que le peuple allemand et le parti Nazi sont des entités distinctes. Le Writers' War Board, qui est étroitement associé à l'administration Roosevelt, est un participant clé dans cette campagne.

## Médias

### Affiches
Les États-Unis utilisent des affiches pour la publicité et produisent plus d'affiches de propagande que tout autre pays combattant dans la Seconde Guerre mondiale. Presque 200 000 différents motifs sont imprimés pendant la guerre.

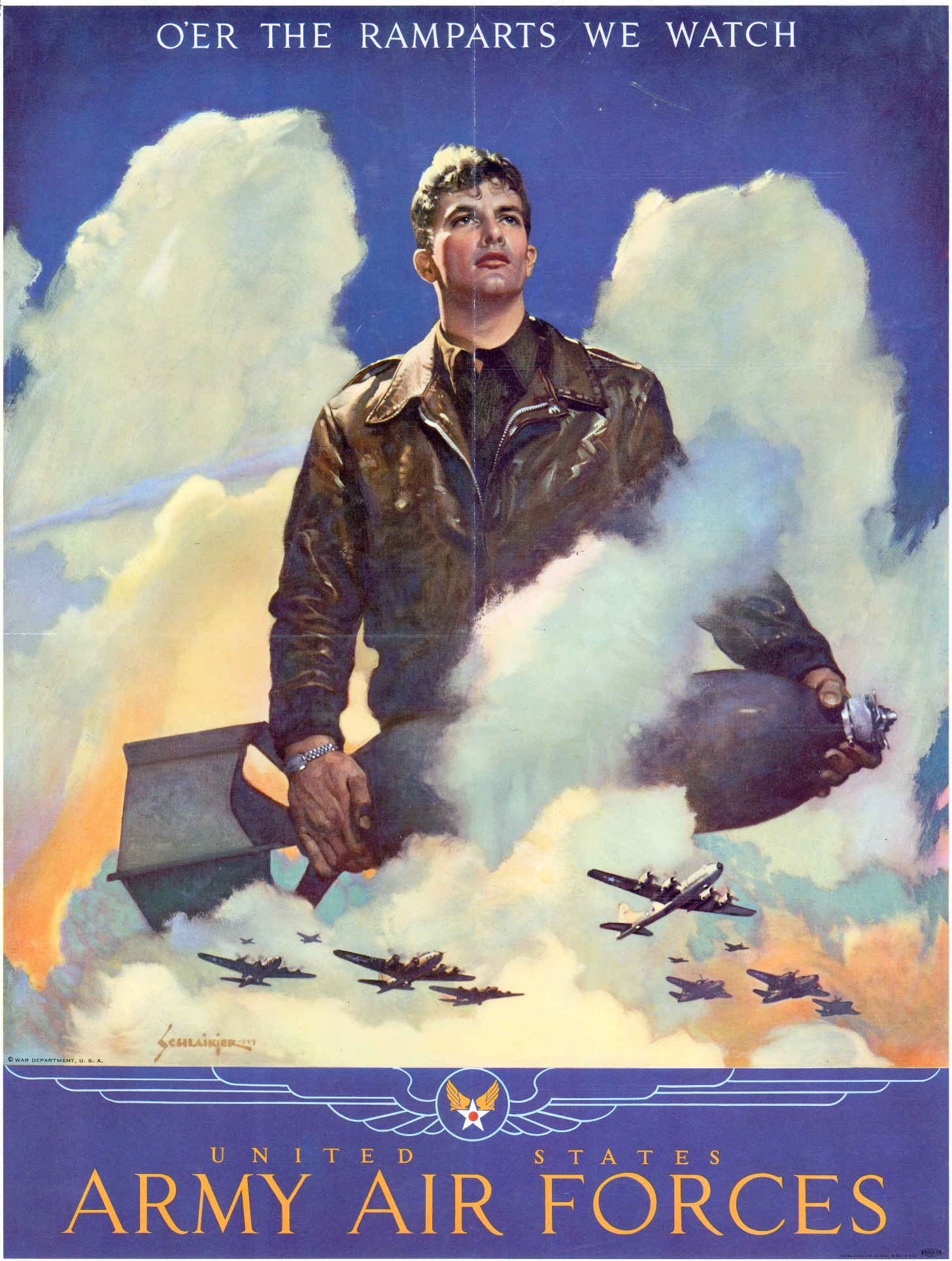
« Au-dessus des remparts que nous gardions », vers tiré de l'hymne américain. Diffusion : US Army Air Forces

Ces affiches utilisent un certain nombre de thèmes pour encourager le soutien à la guerre, y compris la récupération, la production, le recrutement, les efforts à domicile et le secret. Les affiches sont généralement placées dans des zones sans publicité payée. Les plus courantes d'entre elles sont les bureaux de poste, les gares, les écoles, les restaurants et les magasins de détail. De plus petites affiches sont imprimées pour les fenêtres des maisons individuelles et des bâtiments d'habitation. Ce sont des endroits où d'autres médias de propagande ne peuvent être utilisés.
Le Bureau d'illustration de l'Bureau de l'information de guerre est l'agence gouvernementale responsable de la production et de la distribution des affiches de propagande. La principale distinction entre les affiche de propagande des États-Unis et celles de la propagande britannique et des autres alliés est que les affiches américaines restent la plupart du temps positives dans leurs messages. 
Les affiches des États-Unis se concentrent sur le devoir, le patriotisme et la tradition alors que celles des autres pays consistent à entretenir la haine du peuple pour l'ennemi. Les messages positifs des affiches américaines sont utilisés pour augmenter la production du front intérieur au lieu d'assurer que « l'argent récolté n'est pas perdu ». Les affiches américaines utilisent rarement des images de victimes de la guerre et même les scènes de bataille deviennent moins populaires et sont remplacées par des images commerciales pour satisfaire le besoin de guerre du « consommateur ».
Les affiches de guerre ne sont pas conçues par le gouvernement mais par des artistes qui ne reçoivent aucune rémunération pour leur travail. Les organismes gouvernementaux organisent des concours qui permettent aux artistes de présenter leurs créations, ce qui permet au gouvernement d'augmenter le nombre de dessins parmi lesquels il pourra choisir.

### Publicité
Beaucoup de sociétés conduisent des campagnes de publicité pour soutenir la guerre. Cela permet de garder leurs noms dans l'esprit du public même si elles n'ont pas de produits à vendre et elles sont autorisées à traiter ces publicités comme des dépenses d'entreprise. Le Ad Council (en) contribue à superviser ces efforts. Les constructeurs automobiles et autres producteurs d'équipement pour l'effort de guerre produisent des annonces illustrant leur participation à cet effort. D'autres entreprises associent leurs produits d'une façon ou d'une autre à la guerre. Lucky Strike par exemple affirme que le changement du vert au blanc sur ses emballages permet d'économiser du bronze pour les armes et en conséquence voit ses ventes démultipliées. Coca-Cola, comme beaucoup d'autres fabricants de boissons gazeuses, montre que son produit est bu par les travailleurs de la défense et les membres des forces armées. De nombreuses annonces commerciales exhortent également à l'achat d'obligations de guerre.
Une grande partie de l'effort de guerre est définie par la publicité et les forces armées à l'étranger préfèrent les magazines avec plein d'annonces plutôt que des versions qui en sont dépourvues.

### Bandes dessinées et dessins animés

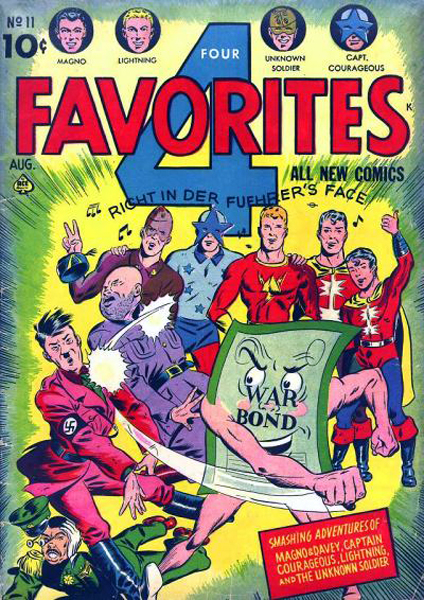
Couverture du numéro d'août 1943 des 4 Favorites montrant un personnage sous les traits d'une obligation de guerre frappant Hirohito, Adolf Hitler et Benito Mussolini. Les héros sur la couverture sont représentés en train de chanter le « tube » de Spike Jones, Der Fuehrer's Face.

Tout comme on le fait aujourd'hui, les caricaturistes cherchent à influencer l'opinion publique. Theodor Seuss Geisel par exemple soutient l'interventionnisme même avant l'attaque de Pearl Harbor.
Les studios Walt Disney Pictures, Paramount Pictures, Warner Bros. et Metro-Goldwyn-Mayer produisent des cartoons de propagande respectivement Der Fuehrer's Face, You're a Sap, Mr. Jap, Bugs Bunny fait la nique aux Nippons et Der Gross méchant loup.
Des bandes dessinées telles que Little Orphan Annie et Terry et les Pirates introduisent des thèmes de guerre dans leurs histoires. Même avant la guerre, le sabotage et la subversion sont des sujets communs dans les bandes d'action.
Beaucoup de super-héros sont présentés combattant les espions ou les activités de l'Axe en Amérique et ailleurs. Une bande dessinée représentant Superman attaquant la ligne Siegfried est critiquée dans un numéro du Das Schwarze Korps, l'hebdomadaire de la S.S., l'origine juive du créateur Jerry Siegel étant particulièrement mise en évidence.
En 1944, après avoir été salué par Ernie Pyle, les caricatures de Bill Mauldin sont syndiquées aux États-Unis. Cet effort est soutenu par le ministère de la Guerre en raison de la sombre description que fait Mauldin dans ses dessins de la vie militaire au quotidien. Les dessins de Mauldin font non seulement connaître les efforts déployés par les forces terrestres mais ils représentent combien la guerre est amère et onéreuse et contribuent à convaincre les Américains que la victoire ne sera pas facile. Alors que ses dessins omettent les carnages, ils montrent la difficulté de la guerre à travers sa représentation de l'apparence échevelée des soldats et de leurs yeux tristes et vides. Cela permet de maintenir un soutien continu pour les troupes en représentant les difficultés de leurs expériences quotidiennes.

### Tracts
Les tracts peuvent être lâchés d'un aéronef dans des endroits inaccessibles aux populations par d'autres moyens ; par exemple, lorsque la population a peur ou est dans l'impossibilité d'écouter des radios étrangères. En tant que tel, les États-Unis utilisent intensivement des tracts pour transmettre des bribes de brèves informations. En fait, un escadron de bombardiers B-17 est entièrement consacré à cette fin. Les tracts sont également utilisés contre les forces ennemies, en fournissant des sauf-conduits que les troupes ennemies peuvent utiliser pour se rendre ainsi que des livrets de rationnement, des timbres et de la monnaie de contrefaçon.
L'ampleur même des opérations de largage de tracts a un effet sur le moral de l'ennemi car elle montre que l'industrie d'armement des Alliés est tellement productive que des avions peuvent être détournés à cette fin.
L'utilisation de tracts contre les troupes japonaises est de peu d'effet. De nombreux civils à Okinawa ne croient pas les brochures déclarant que les prisonniers ne seront pas agressés. Au moment où les avions américains peuvent atteindre les îles japonaises, les tracts ont été améliorés et donnent des « préavis » d'attaques ce qui assure que les tracts sont lus avidement en dépit des interdictions. Ces brochures déclarent que les Américains ne souhaitent pas atteindre les civils mais seulement les installations militaires et que les bombardements peuvent être arrêtés en exigeant de nouveaux dirigeants qui mettront fin à la guerre. Après les bombardements atomiques d'Hiroshima et Nagasaki, des tracts supplémentaires sont largués, avertissant que les Américains ont un explosif encore plus puissant à leur disposition. Lorsque le gouvernement japonais propose ensuite de se rendre, les États-Unis continuent de lâcher des tracts informant le peuple japonais de l'offre de leur gouvernement et lui disant qu'il a le droit d'en connaître les termes.
Le G.I. Roundtable Series de tracts de l'American Historical Association est utilisé pour faciliter la transition vers le monde d'après-guerre.

### Radio
Aux États-Unis, la radio est si largement utilisée pour la propagande qu'elle dépasse largement les autres médias généralement employés contre d'autres nations. Les causeries au coin du feu du président Roosevelt sont un excellent exemple de cet usage de la radio. En février 1942, la série This is War de Norman Corwin est diffusée dans tout le pays et, par ondes courtes, à travers le monde. D'autres importantes utilisations de la radio à l'étranger incluent des messages à la marine italienne qui la convainquent de se rendre. La série de contre-propagande Our Secret Weapon (en) (1942-43) de la CBS Radio, avec l'écrivain Rex Stout représentant la Freedom House, capte les émissions radio de propagande sur ondes courtes des puissances de l'Axe et réfute les mensonges les plus divertissants de la semaine.

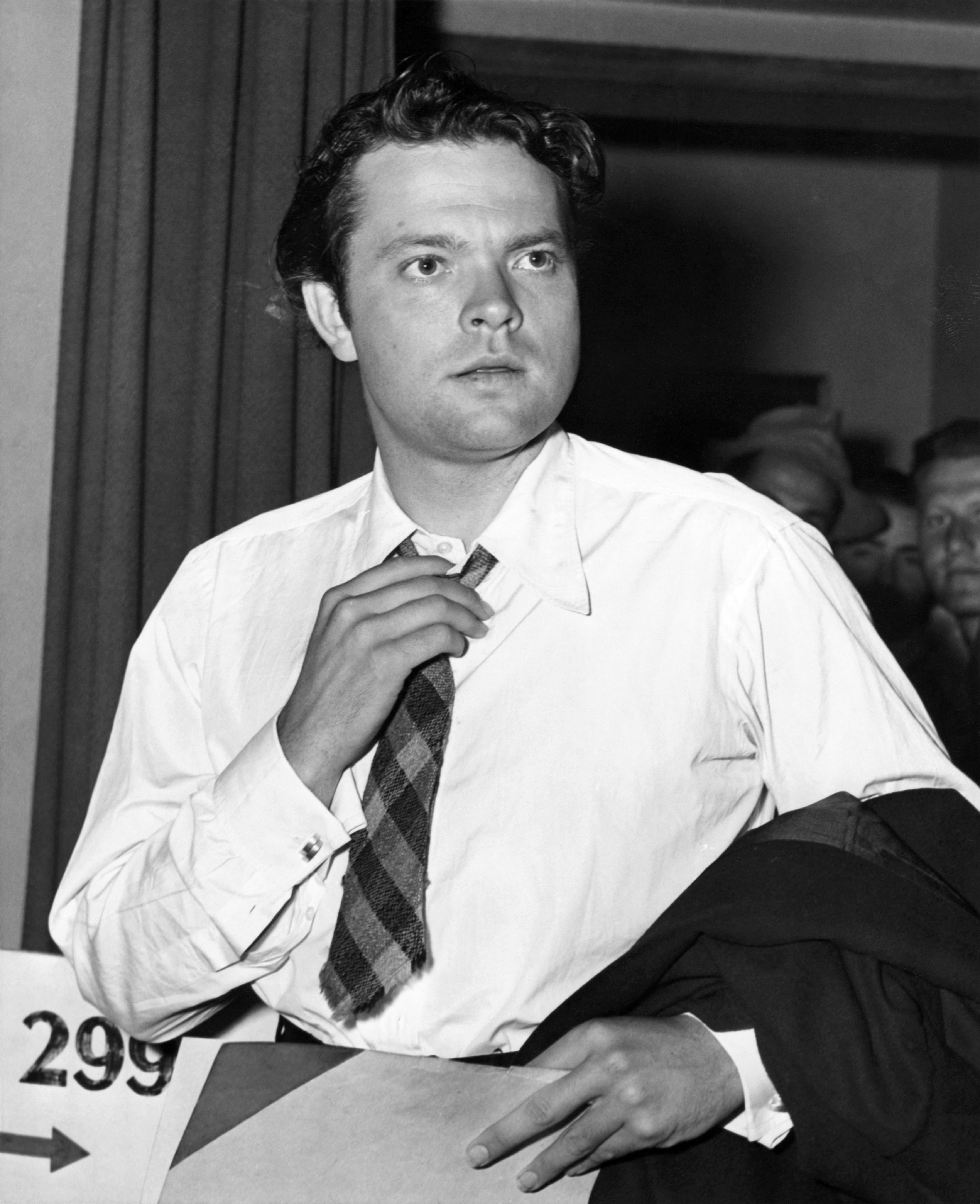
Orson Welles lors de son examen médical à l'U.S. Army, mai 1943

En 1942-43, Orson Welles crée deux séries de CBS Radio qui sont considérées comme des contributions importantes à l'effort de guerre. Hello Americans (en) est produit sous les auspices du Bureau du coordinateur des affaires inter-américaines (en) pour promouvoir la compréhension et l'amitié inter-américaine pendant la Seconde Guerre mondiale. Ceiling Unlimited (en), parrainée par les sociétés Lockheed-Vega, est conçu pour glorifier l'industrie de l'aviation et mettre en valeur son rôle dans la Seconde Guerre mondiale.hello americans 
Le réseau de radios internationales de la Columbia Broadcasting System a continué à soutenir les initiatives de diplomatie culturelle du département d'État et du Bureau du Coordonnateur des affaires interaméricaines tout au long des années 1940 . Inclus dans cet effort étaient des émissions en direct en Amérique du Nord et du Sud de l'émission Viva America, mettant en vedette l'expertise journalistique d'Edmund A. Chester et les talents artistiques d'Alfredo Antonini, Néstor Mesya Cháyres, Terig Tucci et John Serry Sr.,
Comme la radio est souvent un média « en direct », il existe des restrictions. Les radiodiffuseurs sont avertis de ne pas introduire une publicité avec la phrase-type « et maintenant de bonnes nouvelles » et les journalistes sont priés de ne pas décrire trop précisément les bombardements afin que l'ennemi ne puisse savoir ce qu'il a atteint, par exemple, ils doivent dire « le bâtiment à côté duquel je me trouve » et non « la First National Bank ». Bien que les programmes avec participation du public et de l'homme de la rue sont immensément populaires, les diffuseurs se rendent compte qu'il n'y a aucun moyen d'empêcher les agents de l'ennemi d'être sélectionnés et ces programmes sont interrompus. De nombreux diffuseurs font à tel point intervenir des thèmes de la guerre dans leur programmation qu'ils jettent la confusion parmi les publics ciblés. En conséquence, le Radio War Guide exhorte les radiodiffuseurs à se concentrer sur des thèmes choisis.
Au début, la population japonaise ne peut recevoir la propagande par radio parce que les récepteurs à ondes courtes sont interdits au Japon. Cependant, la prise de Saipan non seulement choque les Japonais car l'île était considérée comme invincible mais elle permet aux Américains d'utiliser la radio à ondes moyennes pour atteindre les îles japonaises.

### Livres
Les livres sont plus souvent utilisés dans les phases de consolidation post-combat que dans le combat, en particulier parce que leur intention est indirecte, pour former les penseurs qui doivent modeler l'opinion publique dans la période d'après-guerre et par conséquent les livres ont plus une influence à long terme qu'un effet immédiat.
Certains sujets sont considérés comme hors limites. Les livres sur les sous-marins sont supprimés, même ceux qui s'appuient sur les connaissances du public et faits avec l'aide de la Marine. En fait, des tentatives sont faites pour supprimer même les récits de fiction impliquant des sous-marins. Comme la fiction devient moins populaire, les libraires font la promotion des livres de guerre documentaires.
Quelques semaines après le jour J, des caisses de livres sont débarquées en Normandie pour être distribués aux libraires français. Un nombre égal de livres américains et britanniques sont inclus dans ces expéditions. Des livres ont été stockés à cet effet et d'autres publiés expressément dans ce but.

### Films
Les studios de cinéma hollywoodiens, évidemment favorables à la cause des Alliés, adaptent rapidement des scénarios et des séries standard pour représenter les nazis à la place des méchants gangsters habituels tandis que les Japonais sont dépeints comme étant des bêtes incapables de raison ou dépourvues de qualités humaines. Les Aveux d'un espion nazi fait partie, avec Hitler – Beast of Berlin (en), des premiers films de propagande ouvertement antinazis.
Bien que Hollywood a perdu l'accès à la plupart des marchés étrangers pendant la guerre, il est maintenant en mesure d'utiliser les Allemands, les Italiens et les Japonais comme des bandits sans manifestations ou boycotts diplomatiques. De nombreux acteurs tels que Peter Lorre, Conrad Veidt, Martin Kosleck, Philip Ahn et Victor Sen Yung se spécialisent et jouent des rôles d'espions, de traîtres et de soldats de l'Axe. Les travailleurs irremplaçables du cinéma bénéficient de reports d'échéances pour leur permettre de continuer à produire des films pro-alliés.
Au début des années 1940, tandis que la guerre est en train de prendre de l'importance en Europe, le but des studios d'Hollywood est toujours de divertir. Beaucoup de productions sont des films musicaux, des comédies, des mélodrames ou des westerns. Les grands studios gardent leur neutralité et montrent à l'écran le même sentiment isolationniste que celui de leur public. Après avoir noté l'inquiétude du président Franklin D. Roosevelt à propos de la politique étrangère des États-Unis, le fascisme commence à être rapporté à l'écran par Hollywood. Après l'attaque japonaise sur Pearl Harbor en 1941, les studios sont entièrement favorables à la cause des Alliés et à ses exigences. La propagande patriotique est considérée comme rentable par Hollywood et permet de transformer les positions sociales et politiques du pays tout en servant d'instrument de politique nationale.

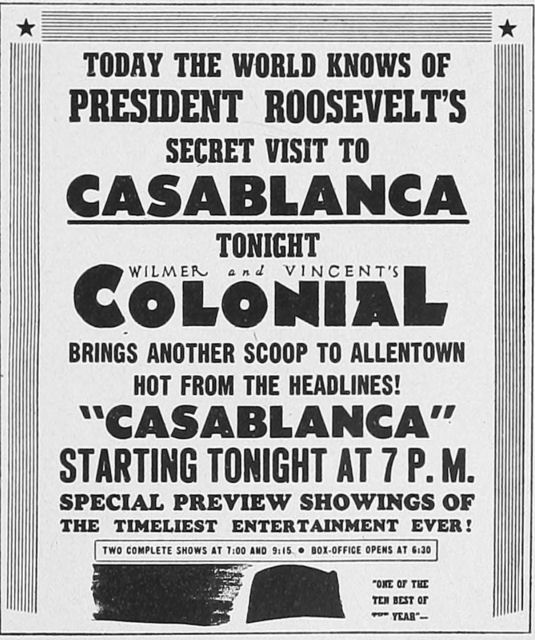
Détail de l'affiche pour le film Casablanca, 1943

La plupart des films produits ont un fond de guerre même si leur histoire est une complète invention. Cependant, des films sont réalisés avec en relation avec un événement passé ou même un événement d'actualité de cette période, ce qui rend la sortie du film synchronisée avec le dit événement de la vie réelle. Cela est en particulier le cas avec Casablanca, le film vainqueur de la compétition du meilleur film des Oscars du cinéma, sorti dans le contexte de l'attitude des Américains vis-à-vis du régime de Vichy et de la France libre. Ce film est considéré comme vichyste, mais il suscite un vif débat pour savoir si cette position est représentative ou non de la politique du gouvernement américain. Casablanca est une des productions les plus importantes de Hollywood pendant la période de guerre et aussi très représentatif du rôle et de la position des studios pendant la Seconde Guerre mondiale.
La guerre survient au moment d'un conflit d'importance nationale : la ségrégation raciale aux États-Unis. L'Amérique blanche est unie dans sa cause mais dans l'Amérique noire il y a opposition. Bien que Roosevelt a décrit les objectifs de guerre des Alliés comme « démocratiques », Walter Francis White, le secrétaire exécutif de la National Association for the Advancement of Colored People (NAACP), dit que les gens de couleur doivent « se battre pour le droit de se battre ». Beaucoup de Noirs pèsent leur loyauté envers le pays par rapport à la fidélité à leur race. Pour résoudre le problème de l'identité, l'Bureau de l'information de guerre (qui contrôle et influence le contenu et les sujets de l'American Motion Pictures) décide de collaborer avec les dirigeants noirs pour essayer d'améliorer la représentation par Hollywood des gens de couleur et obtenir leur soutien à la cause des Alliés mais c'est un échec.
La première production hollywoodienne à caricaturer un des gouvernements de l'Axe est You Nazty Spy! (en), court métrage avec les Trois Stooges, sorti le 19 janvier 1940 qui est une satire de Hitler (Moe Howard dans le rôle de Moe Hailstone), Goering (Curly Howard dans le rôle de Field Marshal Gallstone) et Goebbels (Larry Fine dans le rôle de Larry Pebble), près de deux ans avant l'attaque de Pearl Harbor.
En 1941, l'attaque nazie de l'Union soviétique entraîne la production de films pro-russes. La guerre suscite également un intérêt pour les actualités et les documentaires, incapables de rivaliser avec les films de divertissement avant la guerre. Il n'est plus permis de représenter négativement de quelque façon que ce soit les alliés de l'Amérique.
Poussés par la peur du communisme, des sénateurs isolationnistes lancent, le 9 septembre 1941, une « enquête sur la propagande dans les films ». Gerald Nye (Dakota du Nord) et Bennett Clark (en) (Missouri) dénoncent le « complot Juif de Hollywood » visant à faire entrer les États-Unis en guerre et envoient aux responsables des studios des assignations à comparaître devant la commission du Sénat. L'opinion publique s'oppose rapidement à cette enquête, et ses auditions s'arrêtent peu après Pearl Harbor et l'entrée en guerre des États-Unis en décembre 1941.

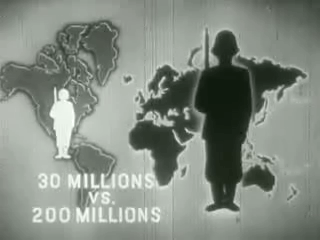
Extrait de ' dans la série Pourquoi nous combattons - les conséquences désastreuses pour les États-Unis d'une victoire de l'Axe en Eurasie

À la demande du général George C. Marshall, chef d'état-major de l'armée des États-Unis, Frank Capra crée une série documentaire utilisée comme films d'orientation pour les nouvelles recrues. Capra conçoit la série pour illustrer l'énorme danger des conquêtes de l'Axe et faire valoir par contraste la justesse de la cause des Alliés. Cette série Pourquoi nous combattons (Why We Fight) documente la guerre en sept épisodes :
- Prélude à la guerre (Prelude To War), la montée du fascisme[74].
- Les nazis attaquent (en) (The Nazis Strike), de l'Anschluss à l'invasion de la Pologne[75].
- Diviser pour régner (Divide and Conquer), la conquête de l'Europe continentale ;
- La Bataille d'Angleterre (en) (The Battle of Britain)
- La Bataille de Russie (en) (The Battle of Russia)
- La Bataille de Chine (en) (The Battle of China) et
- L'Amérique en guerre vous parle (en) (War Comes to America), couvrant les événements qui en découleraient[76].

À la demande expresse du président Roosevelt, la série est également diffusée dans les cinémas à l'intention du grand public. En Grande-Bretagne, Churchill ordonne que la séquence entière soit montrée au public.
Les films sont également utiles en ce que des messages de propagande peuvent être incorporés dans des films de divertissement. Le film Mrs. Miniver de 1942 décrit la vie d'une ménagère anglais durant la Bataille d'Angleterre et demande instamment le soutien des hommes et des femmes pour l'effort de guerre. Il est montré d'urgence dans les cinémas sur ordre de Roosevelt.
Par ailleurs, le film The Negro Soldier (en) de 1943, documentaire produit par le gouvernement et également réalisé par Frank Capra, remet en question les stéréotypes raciaux dans les rangs. Sa popularité lui permet d'intégrer la distribution grand public.
Le film The Purple Heart de 1944, est utilisé pour illustrer les atrocités japonaises et l'héroïsme des aviateurs américains

### Animation
La Seconde Guerre mondiale transforme les possibilités de l'animation. Avant la guerre, celle-ci est considérée comme une forme de divertissement enfantin mais cette perception change après l'attaque de Pearl Harbor. Le 8 décembre 1941, l'armée américaine commence immédiatement à travailler avec The Walt Disney Company. Des militaires sont stationnés dans ses studios et y vivent pendant toute la durée de la guerre. Un officier de l'armée est de fait basé dans le bureau de Walt Disney. L'armée américaine et Disney réalisent divers types de films pour plusieurs publics différents. La plupart des films destinés au grand public comprennent une certaine part de propagande tandis que les films pour les troupes comprennent une formation et une éducation sur un sujet donné.

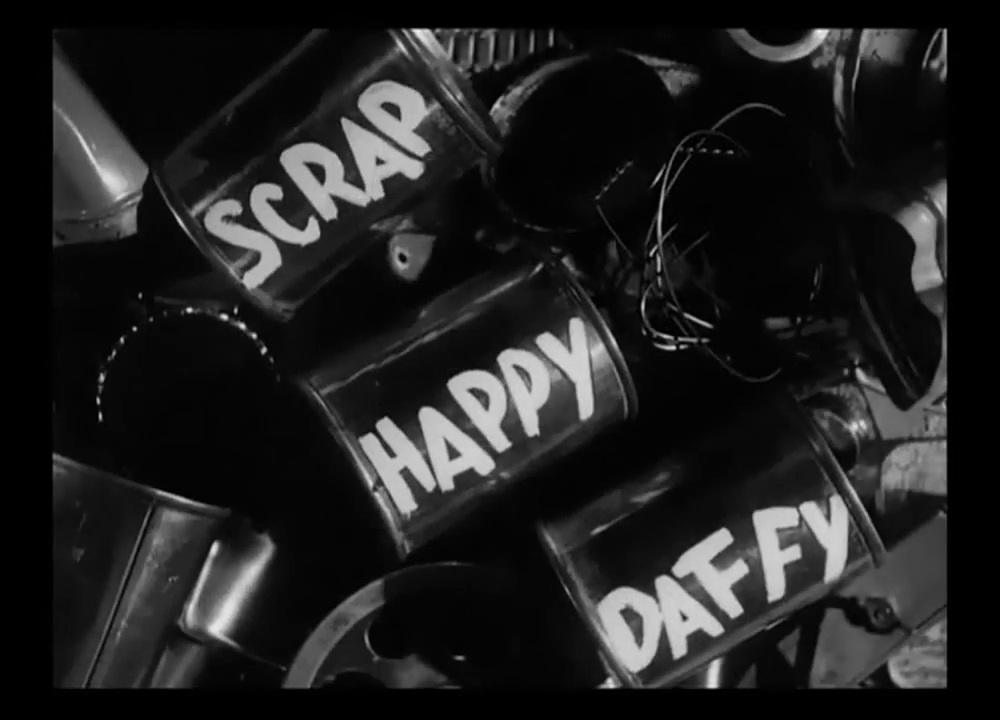
Scrap Happy Daffy

Les films à l'attention du public sont souvent destinés à renforcer le moral. Ils permettent aux Américains d'exprimer leur colère et leur frustration par le ridicule et l'humour. Beaucoup de films reflètent simplement la culture de la guerre et sont un pur divertissement. D'autres portent des messages forts visant à susciter la participation du public ou à créer un état d'esprit. Des dessins animés tels que Bugs Bunny Bond Rally et Foney Fables incitent les spectateurs à acheter des obligations de guerre tandis que Scrap Happy Daffy encourage le don de ferraille et The Spirit of '43 de Disney conjure les téléspectateurs de payer leurs impôts.
Les gouvernements américains et canadiens utilisent également l'animation pour la formation et à des fins pédagogiques. Le film de formation le plus élaboré produit, Stop That Tank!, est commandé par le « Canadian Directorate of Military Training » et réalisé par les studios Walt Disney. Les troupes se familiarisent avec « Private Snafu » et « Caporal Schmuckatelli ». Ces personnages fictifs sont utilisés pour donner aux soldats des informations relatives à la sécurité et des instructions sur le comportement attendu, tout en présentant souvent des attitudes qui ne sont pas recommandées. Le court métrage Spies représente un « Private Snafu » en état d'ébriété donnant des secrets à une belle femme qui en réalité est un espion nazi. Grâce aux informations qu'il lui donne, les Allemands sont en mesure de bombarder le navire sur lequel navigue Private Snafu et l'envoient en enfer.
L'animation est de plus en plus utilisée pour faire des commentaires politiques contre les puissances de l'Axe. Der Fuehrer's Face est l'un des dessins animés de propagande les plus populaires de Walt Disney. Il se moque de l'Allemagne de Hitler en décrivant Donald Duck rêvant qu'il est un travailleur de guerre allemand qui prend son petit déjeuner en se pulvérisant du parfum de bacon et d'œufs dans le souffle, plongeant un seul grain de café dans sa tasse d'eau et mangeant un pain tellement rassis ou contenant du bois qu'il doit en scier un morceau. 
Disney et l'armée américaine veulent dépeindre les Allemands comme vivant dans un pays qui est une façade des merveilleuses promesses faites par Hitler. Les producteurs du dessin animé souhaitent également montrer que les conditions de travail dans les usines allemandes ne sont pas aussi magnifiques que Hitler les présente dans ses discours. Dans le film, Donald travaille sans discontinuer avec très peu de compensation et/ou de temps libre. À la fin, Donald se réveille de son cauchemar et est à jamais reconnaissant d'être un citoyen des États-Unis d'Amérique. Education for Death est un film très sérieux basé sur le livre à succès éponyme de Gregor Ziemer. Le film montre comment un jeune garçon dans l'Allemagne nazie est endoctriné et subit un lavage de cerveau à un âge précoce et apprend à croire tout ce que le gouvernement allemand lui dit. Bien que ce court-métrage est éducatif, il fournit également en élément comique en se moquant de Hitler. Cependant, le film est à la fois choquant dans son contenu et désespéré dans sa fin lorsqu'il dépeint la mort de nombre de ces garçons qui sont maintenant des soldats allemands.

### Magazines
Les magazines sont un outil de diffusion de propagande privilégié car ils sont largement diffusés. Le gouvernement publie un Magazine War Guide qui contient des conseils pour soutenir l'effort de guerre. Les magazines féminins sont le lieu privilégié de la propagande visant les femmes au foyer, en particulier le Ladies' Home Journal. Les rédacteurs de magazines sont invités à présenter les femmes comme faisant héroïquement face aux sacrifices de la guerre. La fiction est un lieu particulièrement privilégié et est utilisée pour façonner subtilement les attitudes. Ladies' Home Journal et d'autres magazines font également la promotion des activités des femmes dans les forces armées.
L'industrie des pulp magazines est particulièrement favorable à cette campagne de propagande, ne serait-ce que pour empêcher d'être perçue comme non essentielles à l'effort de guerre et ne s'interrompent donc pas pendant la durée de la guerre. L'Bureau de l'information de guerre distribue des guides aux écrivains d'histoires de western, d'aventure, de romans policiers et autres genres pulp avec des lignes et des thèmes d'histoire susceptibles d'aider à l'effort de guerre. Parmi les suggestions figure un détective « content » de suivre un suspect sans l'aide d'une automobile, une femme qui occupe un emploi traditionnellement masculin, l'importance de la limitation de vitesse à 35 miles à l'heure (56 km/h) et du covoiturage et de personnages chinois et britanniques positifs.

### Quotidiens
Les journaux sont informés que les communiqués de presse du gouvernement sont fidèles et il leur est recommandé de ne donner aucune aide et réconfort à l'ennemi - mais ce dernier point ne doit pas être considéré comme une interdiction de diffuser de mauvaises nouvelles. Cependant, en partie grâce à la collaboration de journalistes de connivence, le Bureau de la censure (en) (OOC) parvient à supprimer les mauvaises nouvelles et autres éléments utiles à l'ennemi -comme les prévisions météo- bien que ni l'OOC ni aucune autre agence ne réussit à biaiser complètement les nouvelles de façon à remonter le moral. De fait, certains représentants du gouvernement estiment que tant les journaux que la radio utilisent des nouvelles non corroborées de la France de Vichy et de Tokyo.

## Thèmes

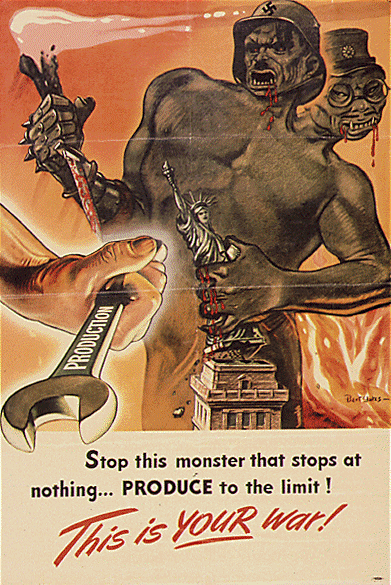
L'Axe Rome-Berlin-Tokyo représenté comme un monstre à deux têtes, japonaise et nazie

Comme en Grande-Bretagne, la propagande américaine dépeint la guerre comme une question du Bien contre le Mal, ce qui permet au gouvernement d'encourager la population à mener une « guerre juste » et utilise les thèmes de la résistance intérieure et de la libération des pays occupés. En 1940, même avant qu'ils soient entraînés dans la Seconde Guerre mondiale, le président Roosevelt exhorte tous les Américains à considérer l'effet qui résulterait d'une victoire des dictatures en Europe et en Asie. Les bombardements de précision (en) sont salués, en exagérant leur exactitude, pour convaincre les gens de la différence entre les « bons et les mauvais » bombardements. Hitler, Tojo, Mussolini et leurs partisans sont les « méchants » dans le cinéma américain, même dans les dessins animés où les personnages, tels que Bugs Bunny, les vaincront — pratique commencée avant Pearl Harbor. Les dessins animés représentent les dirigeants de l'Axe comme n'étant pas des êtres humains.
Roosevelt proclame que la guerre contre les dictatures doit l'emporter sur le New Deal.
Artistes et écrivains sont fortement divisés sur l'opportunité d'encourager la haine pour l'ennemi, ce qui occasionne des débats. Le gouvernement intervient rarement dans de tels débats, ne suggérant qu'occasionnellement quelles lignes doivent suivre les créations artistiques. Cependant, l'OWI suggère des lignes d'intrigue en utilisant des agents de l'Axe à la place des rôles de vilains traditionnels tels que les voleurs de bétail dans les westerns.
Dans un discours, Henry Wallace appelle à des efforts d'après-guerre pour désarmer psychologiquement l'effet des puissances de l'Axe en demandant aux écoles d'annuler, dans la mesure du possible, l'empoisonnement de l'esprit des enfants par Hitler et les seigneurs de guerre japonais. Deux jours plus tard, un dessin éditorial du Theodor Seuss Geisel montre l'Oncle Sam utilisant des soufflets pour expulser des germes de l'esprit de l'enfant « Allemagne » tout en maintenant l'enfant « Japon » prêt pour l'application du traitement suivant.

### Anti-allemande

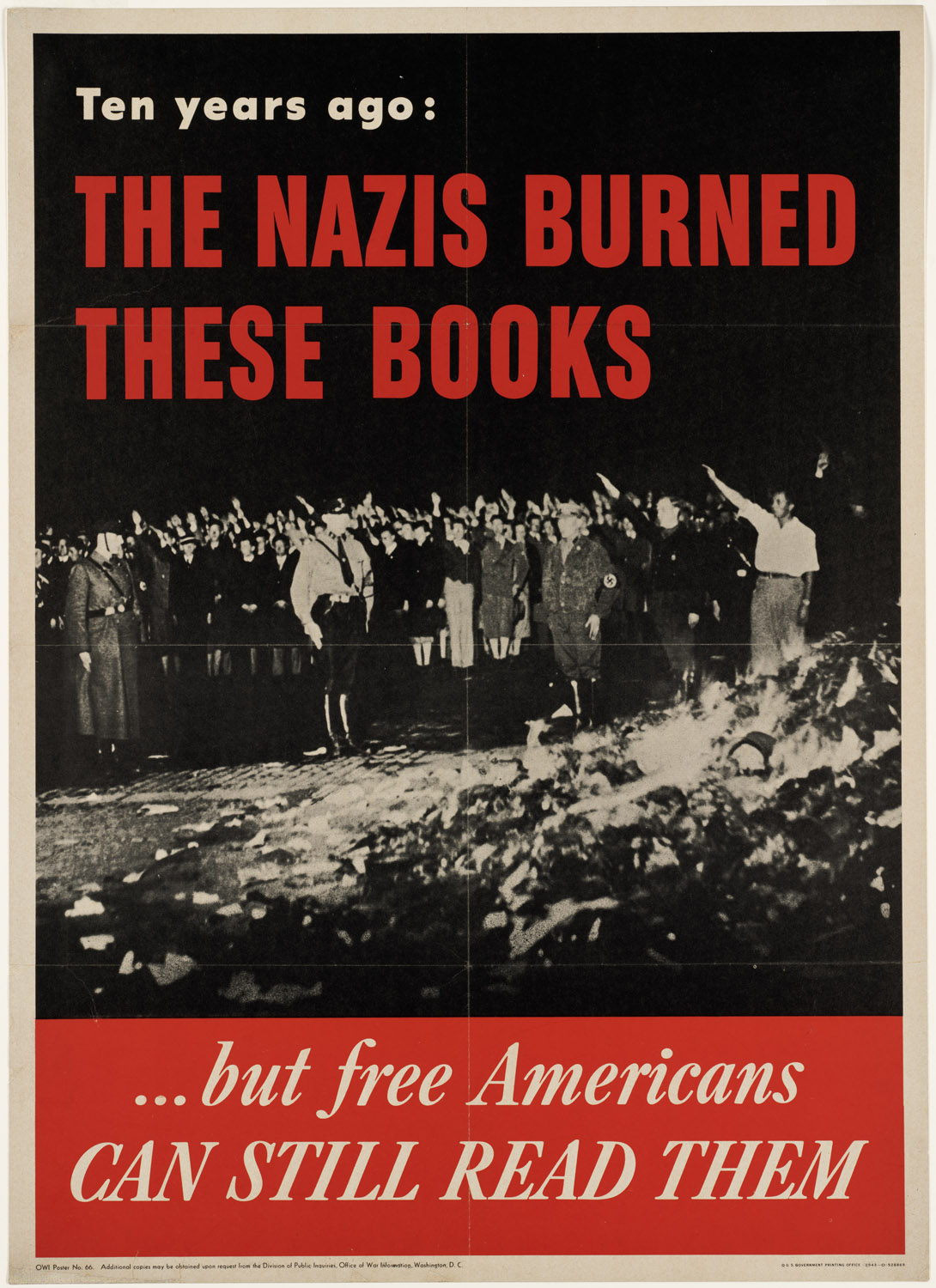
« Il y a dix ans, les Nazis ont brûlé ces livres, mais les Américains libres peuvent toujours les lire ».

Hitler est souvent représenté dans des situations qui le ridiculisent et les dessins animés le représentent le plus souvent en caricature,. La dictature de Hitler est souvent fortement satirisée. Pour remonter le moral, même avant le tournant de la guerre en faveur des Alliés, Hitler apparaît souvent dans les caricatures comme étant par avance voué à l'échec. Lui et le peuple allemand sont représentés comme des idiots. Par exemple, dans une caricature du Dr Seuss, un père allemand gronde son fils affamé en lui disant que les Allemands mangent des pays, pas de la nourriture.
L'Allemagne nazie est traitée comme le pire des maux au sein de l'Axe, une plus grande menace que le Japon et l'Italie. Pour contrer la plus grande volonté des Américaines d'attaquer le Japon, les opérations sur le théâtre d'Afrique du Nord sont mises en œuvre, en dépit des contre-indications militaires, afin d'accroître le soutien populaire pour attaquer l'Allemagne. Sans cette participation, la pression du public pour soutenir plus fortement la guerre dans le Pacifique pourrait s'avérer irrésistible pour les dirigeants américains.
Les Allemands sont souvent stéréotypés comme le Mal même dans les films et sur les affiches bien que de nombreuses atrocités sont spécifiquement attribuées aux nazis et à Hitler en particulier, plutôt qu'au peuple allemand de façon indifférenciée.
Des romans d'histoire alternative imaginent des invasions nazies de l'Amérique afin de susciter l'adhésion à l'interventionnisme.
Le « Writers' War Board (en) » compile des listes de livres interdits ou brûlés dans le Troisième Reich et les distribue à des fins de propagande et des milliers de commémorations des autodafés de 1933 en Allemagne sont mises en scène.

### Anti-italienne
Mussolini apparaît également dans des situations qui le ridiculisent. Les caricatures le représentent comme un dictateur de pacotille. Les Italiens sont souvent stéréotypés comme mauvais dans les films et sur les affiches.

### Anti-japonaise
La propagande dépeint les Japonais plus que toute autre puissance de l'Axe comme un ennemi étranger, grotesque et barbare. En s'appuyant sur une vision traditionnelle occidentale des samouraïs, les propagandistes américains décrivent les Japonais comme aveuglément fanatiques et impitoyables, prolongeant une histoire de désir de conquêtes outre-mer. La propagande japonaise, telle qu'exprimée par le Shinmin no michi ou « La Voie des sujets », demandant au peuple japonais de devenir « cent millions de cœurs battant à l'unisson », les propagandistes alliés reprennent ceci pour présenter les Japonais comme une masse aveugle et unifiée. Les atrocités sont attribuées au peuple japonais dans son ensemble. Même les Nippo-américains sont dépeints comme soutenant massivement le Japon, n'attendant que le signal pour commettre des actes de sabotage. Les atrocités japonaises et leur refus fanatique de se rendre vont de pair avec la représentation d'éléments par ailleurs racistes dans la propagande.

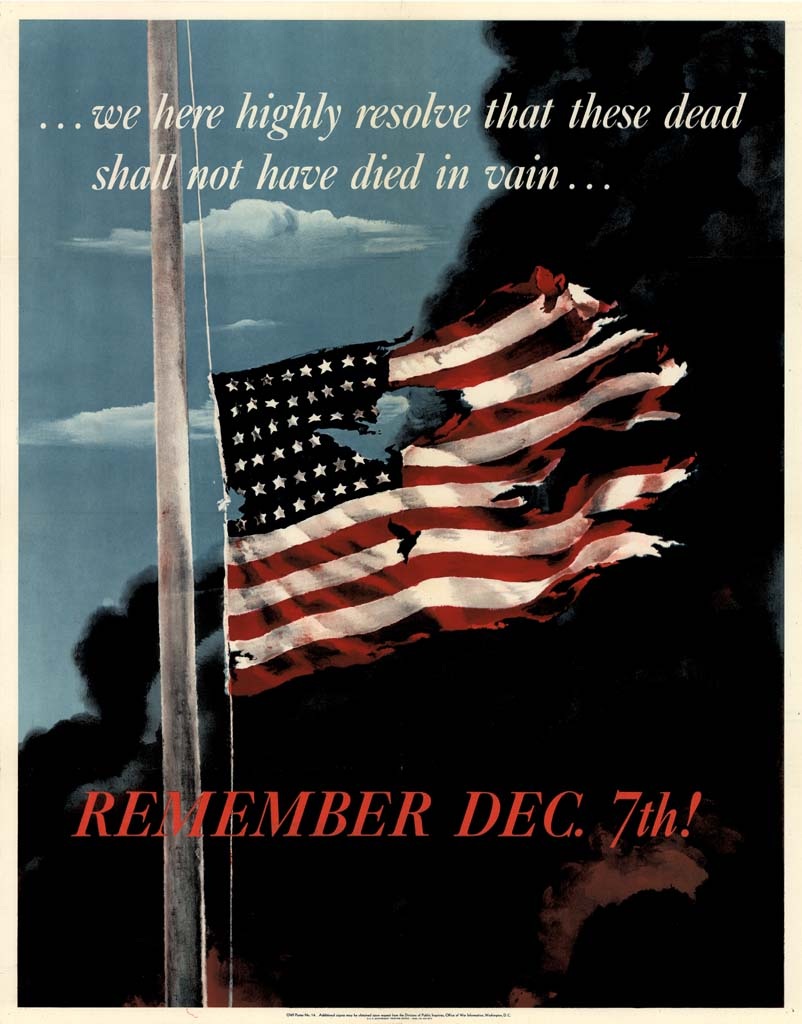
« Souvenez-vous du 7 décembre ! » (date du bombardement à Pearl Harbor)

Même avant l'attaque de Pearl Harbor, les comptes-rendus des atrocités en Chine éveillent une considérable antipathie vis-à-vis du Japon. Ce phénomène apparaît dès l'invasion japonaise de la Mandchourie, lorsque les informations parviennent qui rapportent que les forces japonaises bombardent des civils ou tirent sur les survivants en état de choc. Des livres tels que Terre chinoise de Pearl Buck et China At War de Freda Utley (en) éveillent la sympathie pour les Chinois. Dès 1937, Roosevelt condamne les Japonais pour leur agression contre la Chine. Le massacre de Nankin, en raison du grand nombre de témoins occidentaux, accède à une notoriété particulière tandis que les propagandistes chinois l'utilisent pour cimenter l'opinion alliée.
La propagande basée sur l'attaque de Pearl Harbor est utilisée avec une grande efficacité car son résultat est immense et impossible à contrer. Les premiers rapports en parlent comme d' une « attaque sournoise » et d'une « infamie ». « Souvenez-vous de Pearl Harbor! » devient le mot d'ordre de la guerre. Les rapports des mauvais traitements des prisonniers de guerre américains suscitent aussi la colère comme le font les comptes-rendus des atrocités commises sur les populations autochtones, les bébés jetés en l'air avant d'être enfourchés sur des baïonnettes recevant une attention particulière. Lorsque trois des participants au raid de Doolittle sont exécutés, cela suscite un désir passionné de vengeance en Amérique et l'image du « singe japonais » devient courante au cinéma et dans les dessins animés. Le film The Purple Heart porte leur histoire à l'écran, avec un aviateur disant lors d'une intervention finale qu'il sait maintenant qu'il comprenait les Japonais moins qu'il ne le pensait et qu'ils ne comprennent pas les Américains s'ils pensent que cela leur fera peur. Le journal d'un soldat japonais mort, qui contient une entrée racontant froidement l'exécution d'un aviateur abattu, est largement utilisé comme démonstration de la véritable nature de l'ennemi.
Les premiers succès écrasants des Japonais entraînent la publication d'une brochure Exploding the Myth 'Superman' japonais (« Destruction du mythe du Japonais superman ») pour en contrer l'effet. Les limites des troupes japonaises qu'il cite, bien que mineures, sont des défauts réels visant à contrer l'impression qu'ont les GI des prouesses militaires des Japonais. Le raid de Doolittle est mis en scène après les exhortations de Roosevelt pour une contre-attaque, ne serait-ce que pour relever le moral des Américains.

Marche de la mort de Bataan représentée par la propagande

Les appels japonais pour la dévotion à mort sont utilisés pour présenter une guerre d'extermination comme la seule possibilité, sans aucune question quant à savoir si elle est souhaitable ou non. Une unité de Marines est informée : « À chaque Japonais il a été dit qu'il est de son devoir de mourir pour l'Empereur. Il est de votre devoir de veiller à ce qu'il en soit ainsi ». Les suicides à Saipan — de femmes, d'enfants et de personnes âgées ainsi que des combattants - ne fait que renforcer cette croyance. Une défaite complète des Japonais est soutenue par les magazines afin d'empêcher une résurgence, comme cela s'est produit en Allemagne après la Première Guerre mondiale, de la puissance ou des ambitions militaires japonaises. Cela encourage les forces américaines à attaquer des civils, convaincues qu'elles sont qu'ils ne se rendront pas, ce qui alimente la propagande japonaise relativement aux atrocités américaines.
Hirohito et les « Japs » de façon indifférenciée sont souvent caricaturés. Les dessins de une du Dr. Seuss, qui représentent souvent Hitler et Mussolini, optent pour un personnage « japonais » plutôt que n'importe quel dirigeant donné.
Une suggestion de l'Bureau de l'information de guerre d'adaptation des formules pulp est une histoire de sport d'une équipe de baseball professionnel en tournée au Japon qui permettrait aux auteurs de montrer les Japonais comme impitoyables et incapables de sportivité.
Parmi les chansons populaires américaines de l'époque figurent We're Gonna Have to Slap the Dirty Little Jap, Taps for the Japs, We’ll Nip the Nipponese, We’re going to play Yankee Doodle in Tokyo et You're a Sap, Mr. Jap. Les cinéastes de films de guerre embellissent les caractéristiques de la culture japonaise que le peuple américain trouvera scandaleusement étrangère.
Au début de la guerre, les artistes représentent les Japonais comme d'inoffensifs enfants myopes et aux dents écartée. De fait, de nombreux Américains pensent que l'Allemagne a convaincu le Japon d'attaquer Pearl Harbor. À mesure que la guerre progresse, les soldats et les civils japonais seront représentés dans les films comme des ennemis maléfiques, aux visages de rat, qui désirent la domination mondiale.
Dans les pays occupés par le Japon et forcés de se joindre à sa prétendue sphère de coprospérité de la grande Asie orientale, l'incapacité à maintenir le niveau économique d'avant guerre, en particulier aux Philippines, est rapidement utilisée par la propagande qui ironise sur la « sphère de co-pauvreté ».
Les tracts parachutés au peuple japonais l'informe de la déclaration de Potsdam et mettent à profit l'étendue de la victoire des Alliés et des négociations de paix du gouvernement japonais, compromettant ainsi la capacité de la ligne dure japonais à insister sur la poursuite de la guerre.

### Bavardages insouciants

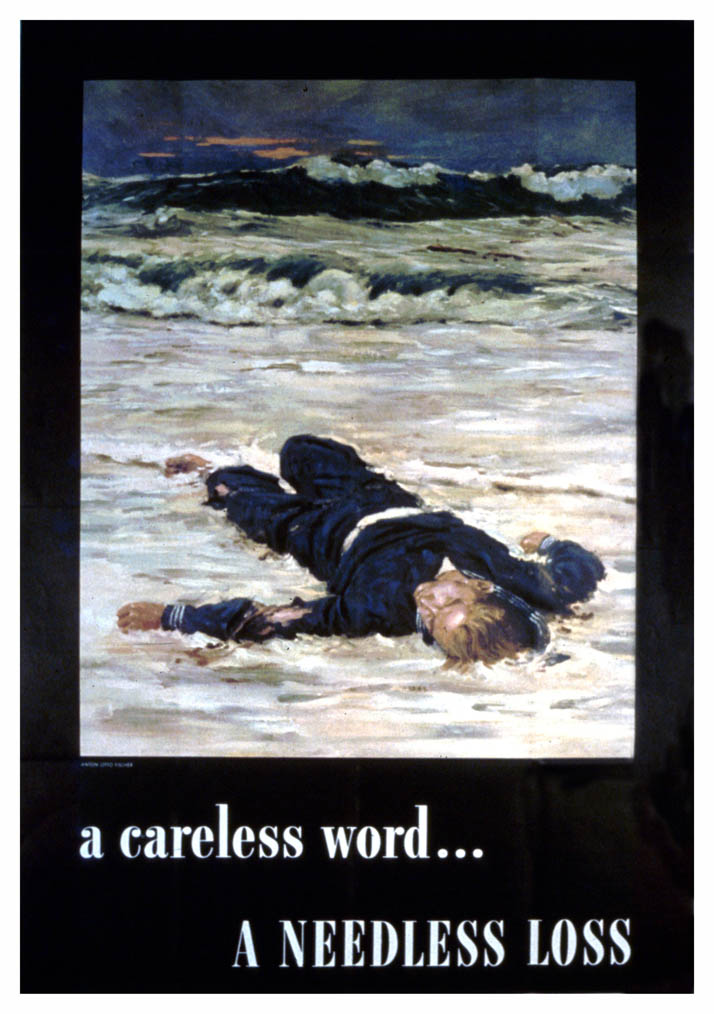
« Un mot insouciant… une perte inutile » (par Anton Otto Fischer)

Beaucoup d'affiches représentent les bavardages insouciants qui fournissent des renseignements à l'ennemi ce qui entraîne des morts alliés. Cet aspect de la propagande a pour but d'empêcher les gens possédant des informations sensibles d'en parler là où des espions ou des saboteurs peuvent écouter. Les affiches portant sur ce thème transmettent la réalité de la guerre au grand public. C'est un sujet majeur approuvé par l'Bureau de l'information de guerre.
Certaines de ces affiches contiennent les plus connus des slogans de la guerre et beaucoup sont réalisées par le dessinateur de presse britannique de propagande Cyril Kenneth Bird. D'autres slogans utilisés pour ce type d'affiche sont loose talk costs lives (« Le bavardage inconsidéré coûte des vies »), loose lips sink ships (« propos inconsidérés, bateaux coulés »), Another careless word, another wooden cross (« Un autre mot insouciant, une autre croix de bois ») et bits of careless talk are pieced together by the enemy (« les bribes de bavardage inconsidéré sont regroupées par l'ennemi»). Des histoires soulignent également un thème anti-rumeur comme quand une femme conseille à une autre de ne pas parler avec un homme de son travail de guerre, parce que la femme qu'il fréquente n'est pas fiable et peut être un agent de l'ennemi.
Les rumeurs belliqueuses sont déconseillées car elles fomentent des divisions en Amérique et favorisent le défaitisme et l'alarmisme. Alfred Hitchcock réalise Have You Heard?, une mise en scène photographique des dangers de rumeurs en temps de guerre pour Life magazine.

### Victoires
Les batailles victorieuses et l'héroïsme sont promus pour entretenir le moral des Américains tandis que les pertes et les défaites sont minimisées. Malgré ses maladresses des premiers jours de la guerre, le général Douglas MacArthur est présenté comme un héros de guerre en raison de l'urgente nécessité d'en avoir un. La situation désespérée de Bataan est minimisée bien que sa chute entraîne une considérable démoralisation. Le raid de Doolittle est effectué uniquement pour aider le moral plutôt qu'en vue de causer des dommages, objectif qu'il remplit cependant. Après la bataille de la mer de corail, la Navy rapporte plus de dommages japonais que ce qui a été effectivement infligé et la déclare une victoire, ce que les Japonais font également. La victoire décisive à la bataille de Midway orne les titres des journaux mais est rapportée avec retenue et l'US Navy exagère les dommages japonais. Le magazine Life avertit que Midway ne veut pas dire que le Japon n'est plus dans sa phase offensive.
En 1942, les survivants de la bataille de l'île de Savo sont retirés de la circulation pour éviter de nouvelles fuites et la catastrophe du 9 août n'atteint pas les journaux avant la mi-octobre.
Les limitations relatives à la diffusion de mauvaises nouvelles entraînent des difficultés avec le rationnement de l'essence car les Américains sont tenus dans l'ignorance de nombreux naufrages de pétroliers.
Quelques mois auparavant, les gens se sont plaints que le gouvernement a couvert l'étendue des dommages subis à Pearl Harbor bien que c'est en partie pour empêcher les Japonais d'en être informés. Mais ces derniers ont une bonne idée des dégâts qu'ils infligent de sorte que seuls les Américains sont maintenus dans l'ignorance. Un journaliste rapporte même : « Sept des deux navires coulés à Pearl Harbor ont maintenant rejoint la flotte » . Bien que les plaintes relatives à de nouvelles suppression continuent, tant les journaux que les radios reprennent les nouvelles favorables et les embellissent, procédé qui n'est pas découragé par le gouvernement.
Joseph Goebbels contrarie cette propagande pour l’empêcher d'influencer l'Allemagne, minimise la défense de Corregidor et attaque Douglas MacArthur comme étant un lâche. Cela n'a guère d'effets car les Allemands savent qu'il s'agit d'une minimisation de la défense américaine et que MacArthur a quitté le théâtre des opérations sur ordre.
L'invasion de l'Afrique du Nord remonte le moral des Américains alors que les forces américaines sont empêtrées en Papouasie-Nouvelle-Guinée et dans la campagne de Guadalcanal.
Après Guadalcanal, l'attention se concentre sur l'Europe où l'Italie a été conquise, d'intenses bombardements pilonnent l'Allemagne et l'Armée rouge progresse régulièrement vers l'Ouest.

### Faux optimisme
Une partie de la propagande a pour objectif de contrer l'espoir populaire que la guerre ne sera ni longue ni difficile. Malgré les victoires aériennes en Europe, le Dr. Seuss représente Hitler sous les traits d'une sirène qui détruit les convois navals alliés. Le ministère de la Guerre des États-Unis soutient la syndication des dessins de Bill Mauldin car ils montrent que la guerre est amère et onéreuse et que la victoire ne sera pas facile. Sa représentation de soldats américains l'air échevelé et les yeux tristes et vides représentent bien la difficulté de la guerre.

### Décès et blessures

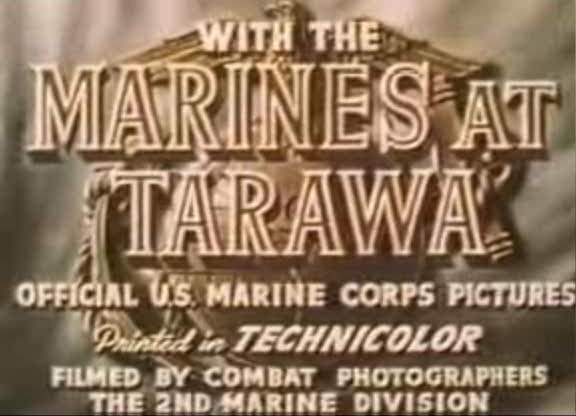
Le film With the Marines at Tarawa montre des scènes de bataille plus horribles que les films précédents.

Jusqu'en 1944, le chaos de la guerre (morts et blessés) est le plus souvent atténué par les propagandistes américains qui suivent des instructions leur permettant de montrer « quelques » soldats blessés dans une foule. Plus tard, des présentations plus réalistes sont autorisées, en partie en raison de la demande populaire. La première option est soutenue par les médias; La chaîne de radio NBC par exemple, prévient que les émissions ne doivent pas d'être « trop pénibles ». Cependant, le public américain veut plus de réalisme au motif qu'il peut supporter les mauvaises nouvelles. Roosevelt autorise finalement les photos de soldats morts pour empêcher le public de devenir de plus en plus tolérant relativement au bilan de la guerre.
Lorsque le film La Bataille de San Pietro montre des GIs morts enveloppés dans des housses de matelas, certains officiers essaient d'empêcher les soldats en formation de le voir, de peur de saper leur moral; Le général Marshall les contredit afin de s'assurer que les soldats prennent leur entraînement au sérieux.
L'Bureau de l'information de guerre fait valoir auprès des soldats épuisés de retour de combat qu'il y a des endroits et des emplois pour eux dans la vie civile. Cette promesse est également mise en valeur dans les histoires romantiques où une douce et gentille héroïne aidera le vétéran à s'adapter à la vie civile après son retour de la guerre.

### Effort de guerre
Les Américains sont appelés à soutenir l'effort de guerre de plusieurs façons. Des dessins représentent ceux qui parlent de la victoire mais sont manifestement inactifs attendant que les autres y parviennent ou montrent comment la bureaucratie mécaniste est préjudiciable à l'effort de guerre. Le défaitisme est attaqué, l'unité nationale encouragée et les thèmes de la communauté et du sacrifice sont mis en valeur. Les personnages de fiction sont fortement répartis en méchants égoïstes et héros qui mettent les besoins des autres en premier et apprennent à s'identifier avec les défenseurs de la liberté.

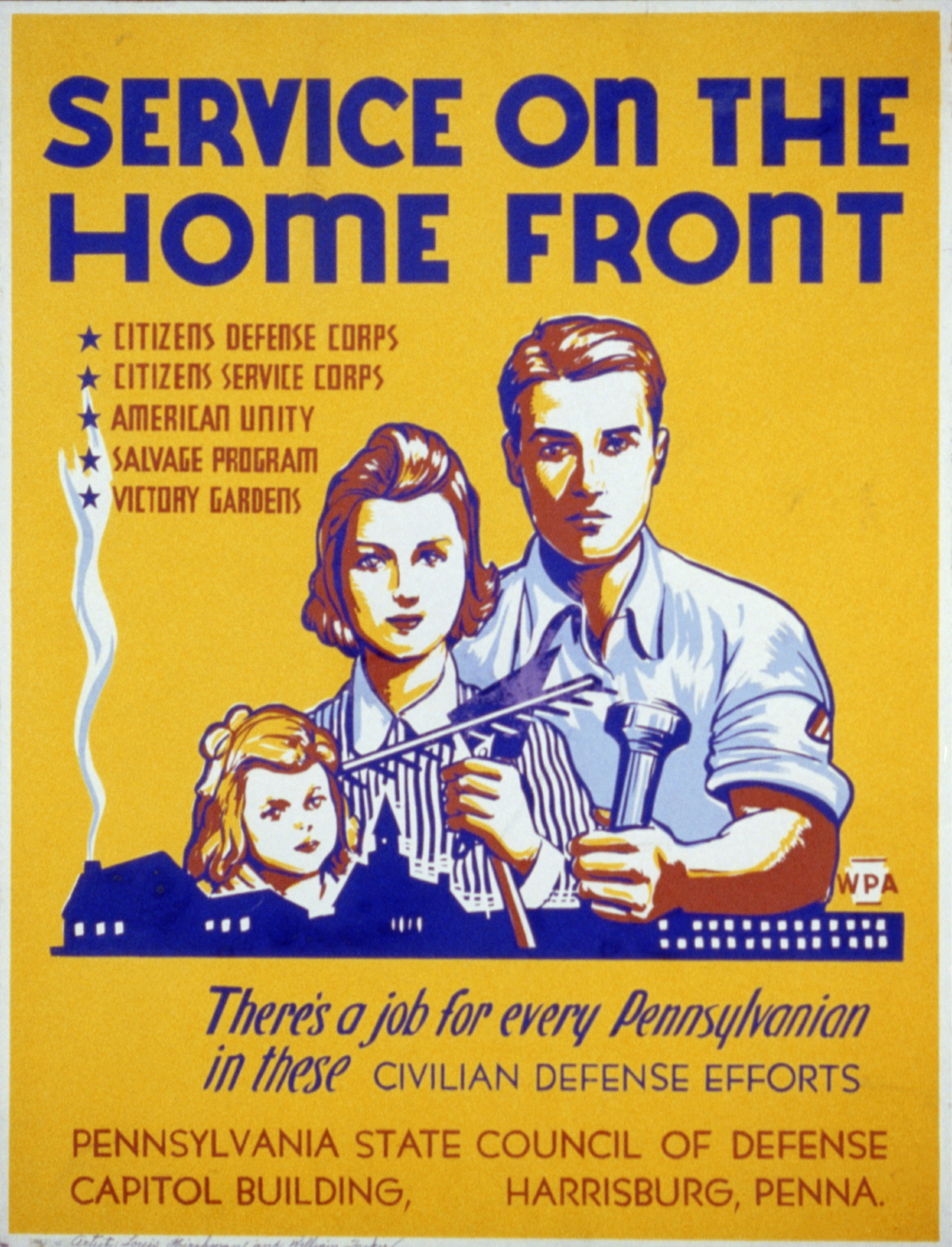
Service du front intérieur

Les propagandistes sont chargés de transmettre le message selon lequel la personne qui voit ou entend la propagande est perdante à titre personnel si elle manque de contribuer; par exemple, l'appel à destination des femmes à contribuer à l'effort de guerre personnalise de plus près les soldats qui dépendent de leur travail comme leurs fils, leurs frères et leurs maris.
De considérables complications ont pour origine la censure et la nécessité d'empêcher l'ennemi d'apprendre l'ampleur des dégâts qu'il a infligé. Les causeries au coin du feu de Roosevelt par exemple décrivent les dommages à Pearl Harbor comme « graves » mais il ne peut pas donner « l'étendue exacte des dégâts ».
De nombreux artistes et écrivains savent que le maintien du moral est important mais un important débat apparaît qui pose la question de savoir s'il faut s'engager dans des distractions frivoles et légères ou s'il faut souligner la gravité de la guerre afin d'attiser le soutien à son endroit.
Les auteurs de fiction sont invités à montrer leurs personnages en train d'acheter des obligations de guerre, de faire de la récupération, de planter des jardins de la victoire et d'agir par ailleurs dans un esprit résolument guerrier; les personnages peuvent s'abstenir d'appeler leurs proches pour éviter d'encombrer le système du téléphone ou une histoire d'amour commence quand un homme et une femme pratiquent le covoiturage.
L'intrigue de beaucoup d'histoires est située dans les régions frontalières ou dans des fermes familiales pour souligner les vertus traditionnelles telles que le dur labeur, l'innocence, la piété, l'indépendance et les valeurs de la communauté.

#### Défense civile
Le Bureau de la défense civile est créé pour informer les Américains de ce qu'ils doivent faire en cas d'attaque de l'ennemi. Le lendemain de l'attaque de Pearl Harbor, il édite des brochures décrivant ce qu'il faut faire en cas de raid aérien. Il favorise également le moral des civils et ses emblèmes aident à rappeler aux gens que la guerre se poursuit.

#### Économies

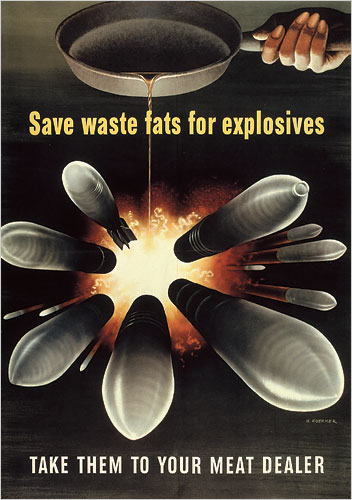
« Récupérez les graisses de rebut (pour fabriquer) des explosifs »

Les magazines féminins contiennent de nombreux conseils à destination des femmes au foyer pour faire des achats économes, traitent du rationnement et de la façon dont elles peuvent faire face à une période d'approvisionnements limités. La société General Mills distribue un « livret de cuisine » Betty Crocker avec des recettes de temps de guerre. Un Victory Cookbook explique les principes de la cuisine en temps de guerre, à commencer par la nécessité de partager la nourriture avec les hommes au combat. Le magazine Ladies' Home Journal explique les principes derrière le rationnement du sucre, par exemple que la canne à sucre peut être utilisée pour fabriquer des explosifs. L'Office of Price Administration (en) prie instamment les Américains dans les restaurants de ne pas demander de beurre supplémentaire ou de reprendre du café. Les scenarios des soap operas à la radio mentionnent le rationnement en temps de guerre et condamnent l'accaparement des produits.
Le caoutchouc est particulièrement rare et son rationnement a le plus d'impact sur la vie quotidienne des Américains. Cependant, le Rubber Survey Report produit par un comité pour enquêter sur la fourniture de caoutchouc réussit à changer l'opinion publique en montrant les bonnes raisons de ce rationnement. Étant donné que l'essence est nécessaire pour la propulsion des avions et des voitures militaires, les Américains sont encouragés à faire des économies ce qui permet également d'économiser le caoutchouc. Le co-voiturage est encouragé par les campagnes gouvernementales.
La récupération de la ferraille est mise en place et encouragée par les efforts de relations publiques du gouvernement et ce même avant la déclaration de guerre. Des programmes tels que Salvage for Victory redoublent d'effort après le début des hostilités. De nombreux particuliers organisent et font connaître quelques-unes des initiatives de récupération de ferraille les plus réussies de la guerre. Le président Roosevelt envoie une lettre aux groupes de Girl Scouts of the United States of America, encourageant les enfants à soutenir les efforts de récupération de ferraille. Des caricatures ridiculisent ceux qui ne collectent pas de ferraille.

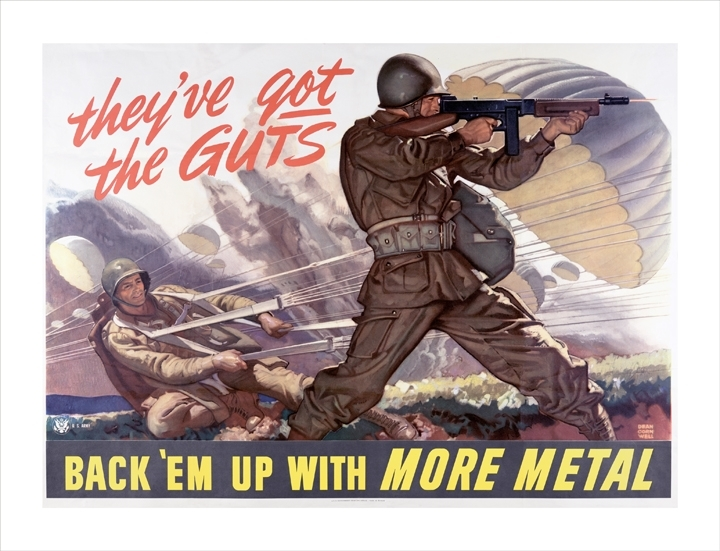
Appel au métal de récupération

Le thème des économies est le plus important de la propagande par affiche et représente une affiche sur sept pendant la guerre. Les économies de produits dans la cuisine et la maison est l'un des cinq grands thèmes dans les affiches ayant pour thème la conservation. Les autres sujets sont l'achat d'obligations de guerre, la plantation des jardins de la victoire, le Bureau de gestion des prix et le rationnement. Les femmes sont encouragées à aider à la conservation dans leur cuisine, à économiser le gras et la graisse pour fabriquer des explosifs ainsi qu'à rationner le sucre, la viande, le beurre et le café pour en laisser davantage aux soldats. Les boucheries et les marchés distribuent des bulletins qui incitent à la conservation des graisses perdues pouvant être rapportées chez le boucher. Grâce à ces affiches et d'autres formes de propagande, les États-Unis recyclent 244 000 000 tonnes de graisses perdues, 21 000 000 000 tonnes de papier et 632 000 000 tonnes d'étain.
On dit aux gens de conserver les matériaux utilisés dans les vêtements ce qui a pour conséquence que ceux-ci sont plus petits et plus courts. Les créations de fiction représentent souvent une héroïne qui dépense ses salaires élevés pour une robe de fantaisie mais constate que son petit ami soldat désapprouve cette attitude jusqu'à ce qu'il apprenne qu'elle occupe un emploi de guerre. Même alors, il veut qu'elle revienne aux vêtements qu'il lui connaissait avant qu'ils ne sortent ensemble.

##### Industrie
L'industrie est également appelé à économiser. Le tabatier Lucky Strike utilise les métaux dans ses colorants comme justification pour modifier ses emballages du vert au blanc. Avant l'arrêt de la production commerciale, les voitures ne portent plus chrome.

#### Production
Même avant Pearl Harbor, Roosevelt appelle les États-Unis à être l'arsenal de la démocratie en soutien d'autres pays en guerre avec le fascisme.

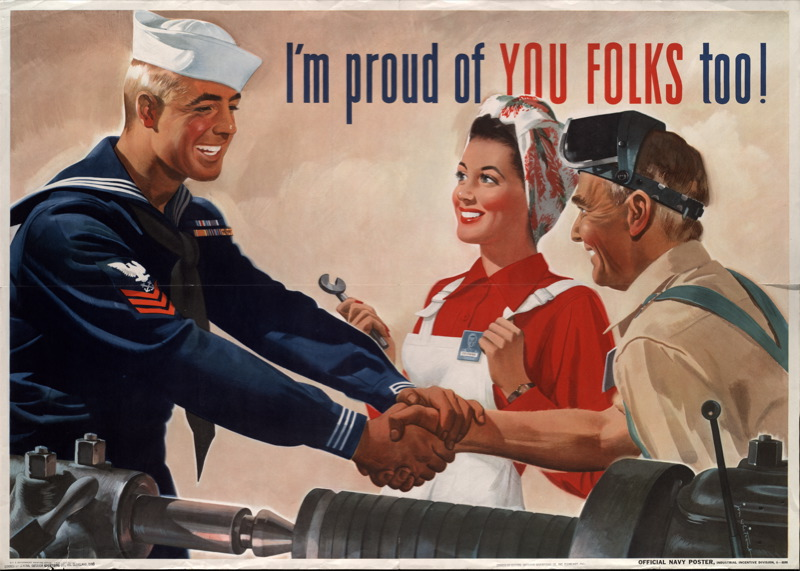
Un marin saluant la production de guerre : « Je suis aussi fier de vous! »

La production industrielle et agricole est un axe majeur des campagnes d'affichage. Bien que l'essor économique du temps de guerre signifie que les gens ont de l'argent pour faire des achats pour la première fois depuis la Grande Dépression, la propagande met l'accent sur la nécessité de soutenir l'effort de guerre et de ne pas dépenser cet argent pour des articles non essentiels et ainsi détourner des matériaux de l'effort de guerre. La fabrication de la dernière voiture civile est l'objet de publicité dans des supports tels que Life. Les usines sont représentés comme faisant partie de l'effort de guerre et une plus grande coopération des travailleurs avec le management est sollicitée. Des œuvres de fiction symbolisent une telle harmonie en présentant des histoires d'amour entre une travailleuse de guerre de la classe ouvrière et son employeur. Des caricatures représentent les conflits de travail comme des faveurs faites à Hitler et la discrimination raciale comme un empêchement à l'accomplissement d'un service essentiel. Le traitement dans la fiction de questions de guerre insiste sur la nécessité pour les travailleurs de lutter contre l'absentéisme et le taux de renouvellement élevé.
Les entrepreneurs fondateurs de nouvelles entreprises pour la production militaire sont salués comme des exemples de l'individualisme économique américain.
Après la mort des frères Sullivan, leurs parents et sa sœur visitent des chantiers navals et des usines d'armement pour encourager à une production accrue. D'anciens combattants de la campagne de Guadalcanal, première offensive de guerre majeure de l'Amérique, sont également envoyés aux usines pour encourager la production et décourager l'absentéisme.
L'économie et l'industrie sont fortement mises en valeur sur les affiches de propagande des États-Unis en raison de la nécessité d'une production à long terme au cours de la guerre. Les ouvriers d'usine sont encouragés à devenir non seulement des travailleurs mais des « soldats producteurs » sur le front intérieur. Ces affiches sont utilisées pour persuader les travailleurs de prendre des pauses plus courtes, de travailler plus longtemps et de produire autant d'outils et d'armes que possible afin d'augmenter la production pour l'armée. Les chantiers navals suspendent des bannières pour encourager à la production de ships for victory.
L'accroissement de la production a pour conséquence que plus de travailleurs déménagent vers les villes avec usines, mettant à rude épreuve les logements disponibles et autres services. En conséquence, les scenarios de fiction traitent souvent de la nécessité pour les propriétaires de prendre des pensionnaires et la nécessité de la tolérance et de l'unité entre les résidents et les nouveaux arrivants.

#### Jardins de la victoire

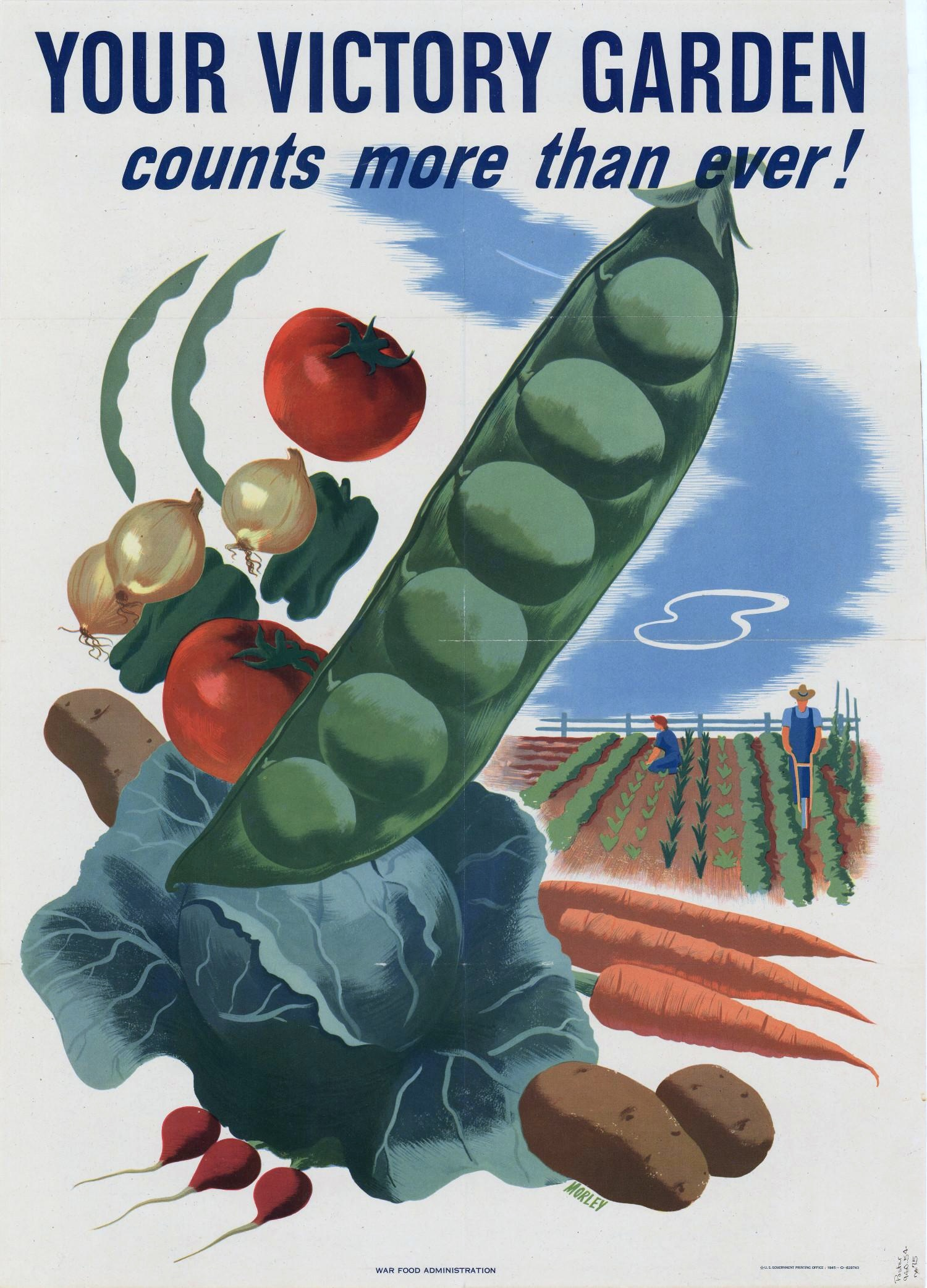
« Votre jardin de la victoire compte plus que jamais ! »

Le gouvernement encourage les gens à planter des légumes dans les potagers pour aider à prévenir les pénuries alimentaires. Des magazines comme Saturday Evening Post et Life contiennent des articles soutenant cette initiative tandis que les magazines féminins donnent des indications pour la plantation. Parce que la plantation de ces jardins est considérée comme patriotique, ils sont appelés « jardins de la victoire » et les femmes sont encouragées à mettre en conserve et à stocker la nourriture qu'elles récoltent de ces jardins. Tandis que le département de l'Agriculture des États-Unis fournit des informations, de nombreux éditeurs publient aussi des livres sur la façon de planter ces jardins.
Durant les années de guerre, les Américains créent 50 millions de « jardins de la victoire ». Ceux-ci produisent plus de légumes que la production commerciale totale et une grande partie est conservée suivant le slogan : « Mangez ce que vous pouvez et mettez en boîte ce que vous ne pouvez pas (manger) » (avec un jeu de mots en anglais sur « pouvoir » et « mettre en boîte »). Le slogan « Grow your own, can your own » encourage également à la plantation de « jardins de la victoire ».

#### Obligations de guerre
Durant la guerre, la vente d'obligations de guerre est très largement encouragée. Appelés « Obligations de défense » à l'origine, ils sont renommés « Obligations de guerre » après l'attaque sur Pearl Harbor. Beaucoup des talents artistiques de la nation et les meilleures techniques de publicité sont utilisés pour encourager les gens à acheter des obligations de manière à maintenir le programme sur la base du volontariat.

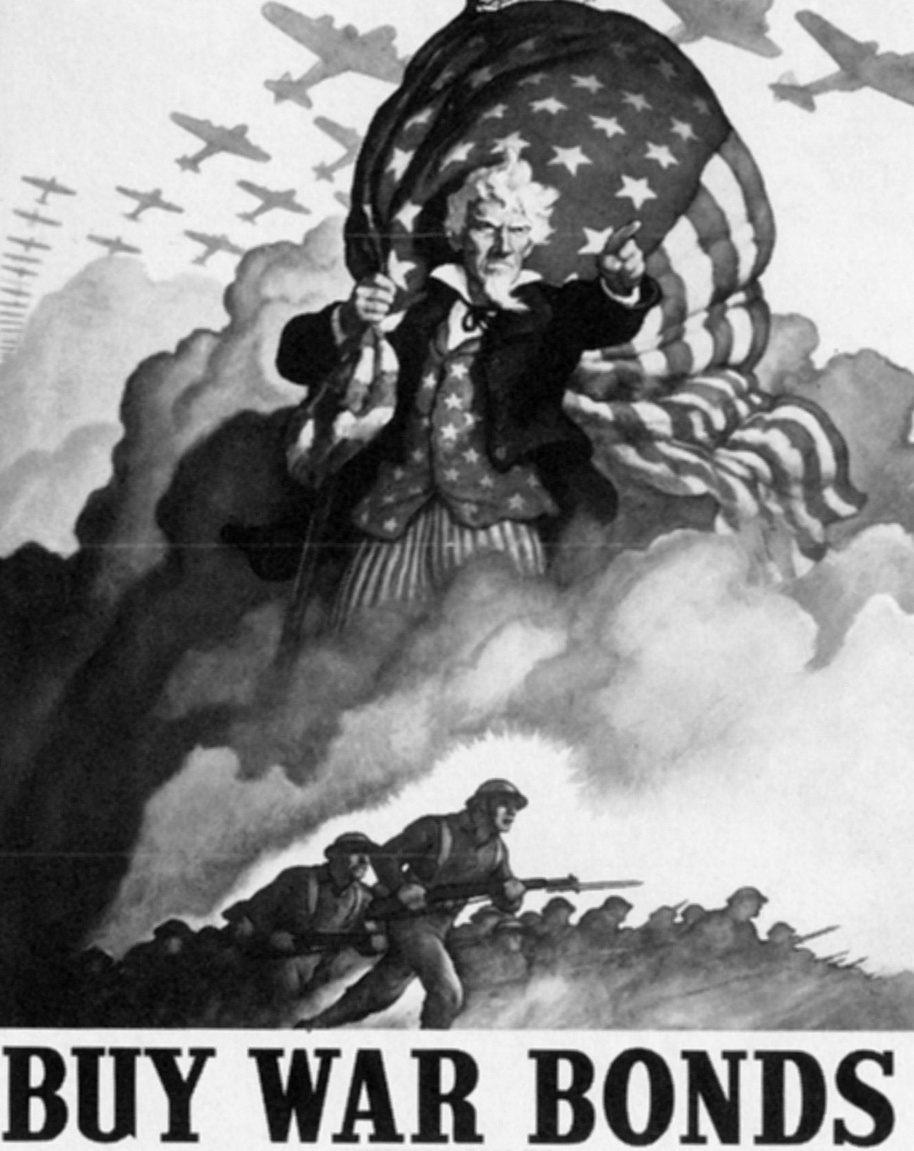
« Achetez des obligations de guerre »

Le « War Advertising Board » fait de son mieux pour convaincre les gens que l'achat d'obligations est un acte patriotique, offrant aux acheteurs la possibilité d'une participation à la guerre. Les annonces sont d'abord placées à la radio et dans les journaux, mais plus tard, les magazines sont également utilisés, tant les entreprises publiques que privées produisant les annonces. Le Writers' War Board (en) est fondée à l'origine en vue de rédiger des annonces d'obligations de guerre.
Des rassemblements et des réunions d'achat d'obligations de guerre sont fréquents et sont organisés à l'occasion de nombreux événements sociaux. Les enseignants distribuent des brochures aux enfants pour leur permettre de gagner une obligation en achetant des timbres d'épargne (en).
Marlene Dietrich et bien d'autres vedettes féminines du cinéma vendent des milliers de dollars d'obligations de guerre. L'émission de radio Little Orphan Annie incite ses jeunes auditeurs à vendre des timbres et obligations de guerre. Même les publicités de produits commerciaux contiennent souvent le slogan « Achetez des obligations de guerre et des timbres! ». Les médias encouragent également les inscriptions aux plans de retenue à la source pour acheter des obligations de guerre.
Cent trente-cinq milliards de dollars de liberty bonds sont vendus, dont la plupart achetés par des banques, des compagnies d'assurance et des sociétés. Toutefois, les particuliers achètent pour 36 milliards de dollars d'obligations, la part des enfants représentant près de 1 milliard de dollars.

#### Force de travail féminine

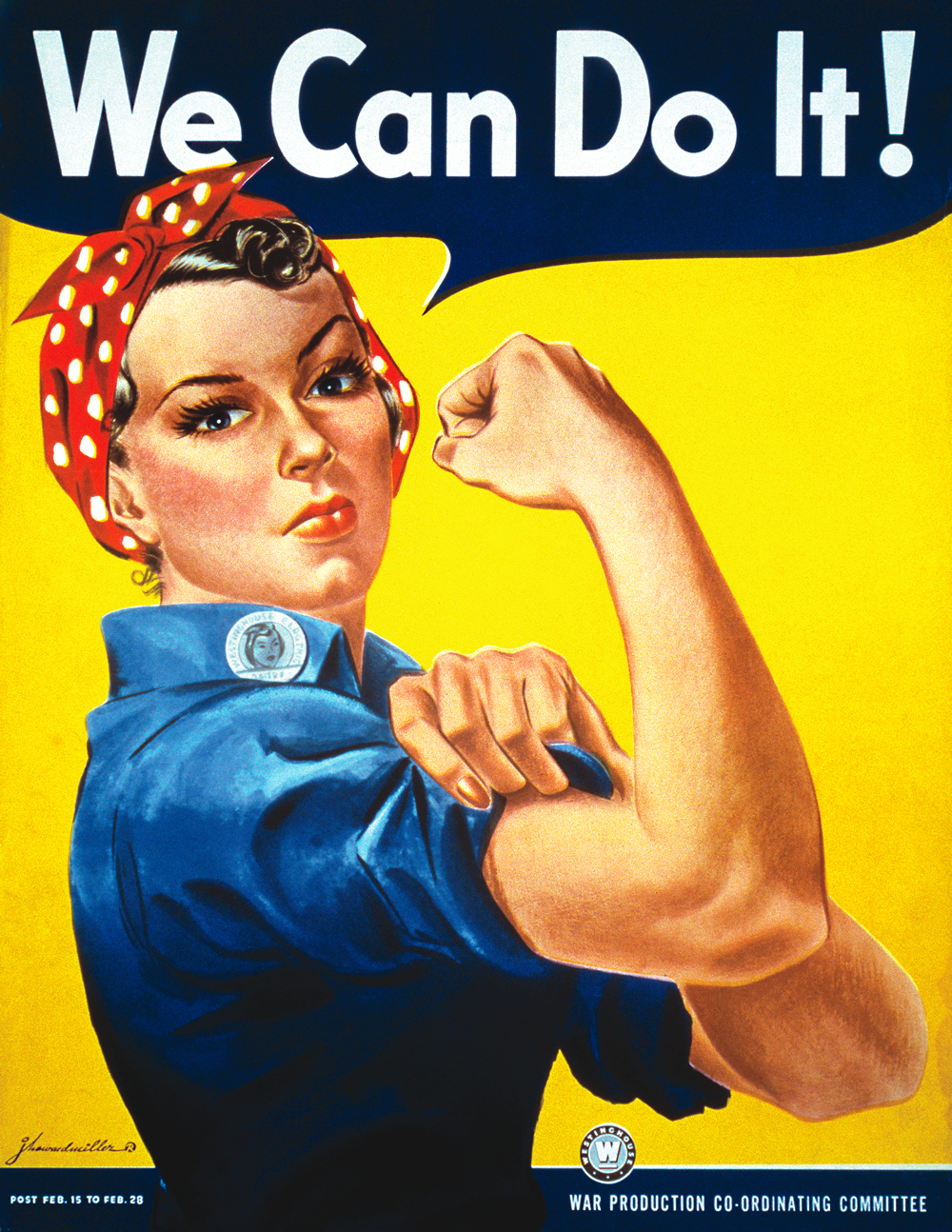
L'affiche We Can Do It!

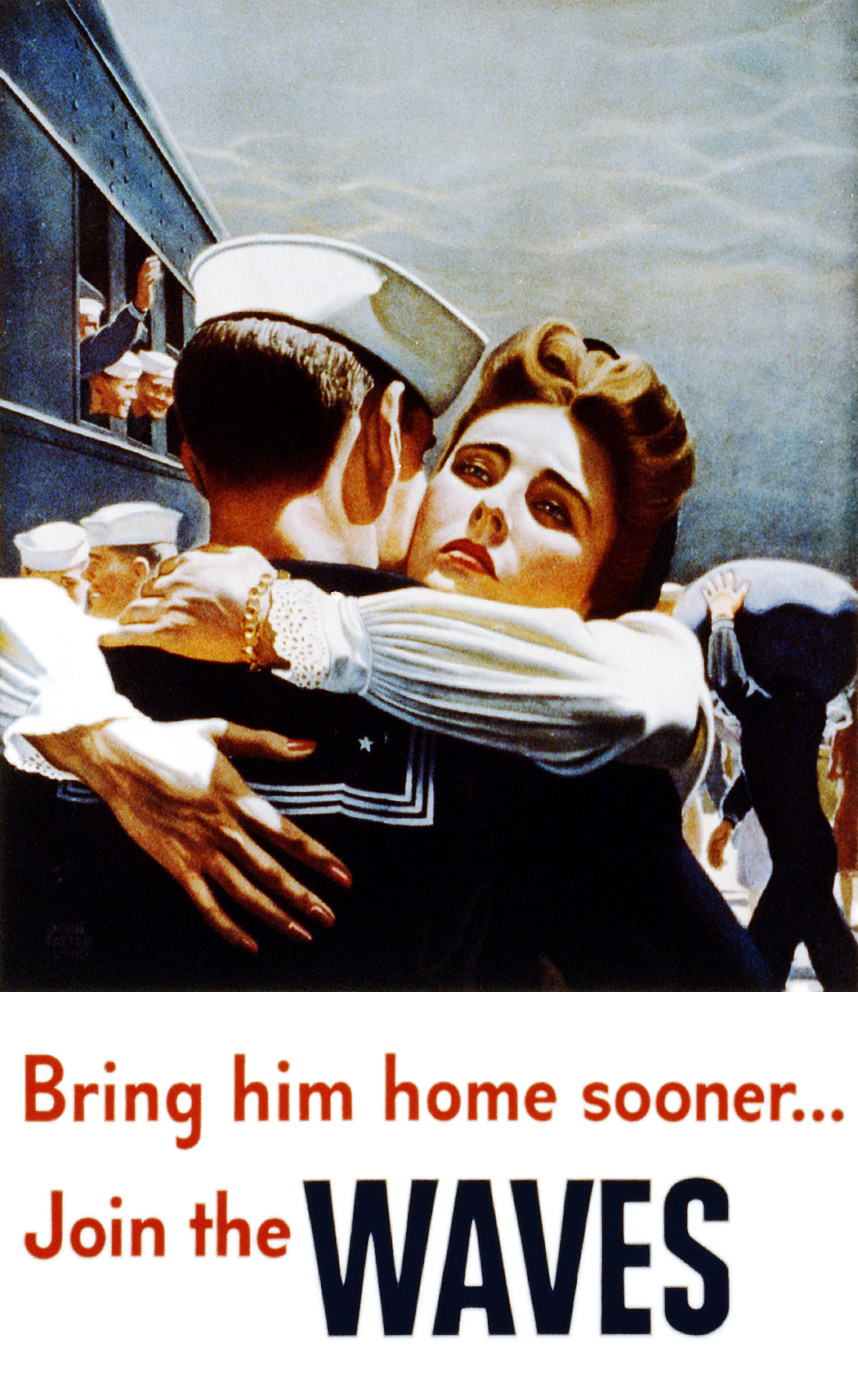
« Faites-le rentrer plus tôt à la maison… Rejoignez le WAVES ».

De grandes campagnes sont lancées pour encourager les femmes à entrer sur le marché du travail et convaincre leurs maris que c'est un comportement approprié. Les campagnes gouvernementales visant les femmes s'adressent exclusivement à des femmes au foyer, peut-être parce que les femmes ayant déjà un emploi peuvent évoluer d'elles-mêmes vers les emplois « essentiels » les mieux rémunérés ou peut-être selon l'idée que les ménagères seront la principale source de nouveaux travailleurs. La propagande s'adresse également aux maris, dont beaucoup ne veulent pas que leurs femmes travaillent. Les créations de fiction abordent également le thème de la résistance des maris à ce que leurs épouses travaillent.
Des figures symboliques clés telles que « Rosie la riveteuse » et « Mrs. Casey Jones » font leur apparition sur des affiches dans tout le pays, représentant des femmes fortes qui soutiennent leurs maris dans l'effort de guerre. En raison de la propagande ciblant les droits des femmes en temps de guerre, le nombre de femmes qui travaillent bondit de 15% de 1941 à 1943. Les femmes sont les personnages principaux du front intérieur, thème majeur des affiches de propagande et, à mesure que la guerre continue, les femmes commencent à apparaître plus fréquemment sur les affiches de guerre. Au début, elles sont accompagnées par leurs homologues masculins, mais plus tard les femmes commencent à apparaître comme la figure centrale.Ces affiches sont destinées à montrer une corrélation directe entre les efforts du front intérieur et la guerre à l'étranger et dépeignent les femmes comme ayant un rôle direct dans le déroulement de la guerre. Les radios diffusent également des informations et des incitations en s'appuyant sur des appels au patriotisme et à la nécessité d'un tel travail pour sauver la vie des hommes.
Deux grandes campagnes sont lancées : Women in the War (« Les femmes dans la guerre »), en vue de recruter pour les forces armées et les emplois liés à la guerre et Women in Necessary Services (« Les femmes dans les services nécessaires ») ou emplois tels que la blanchisserie, les auxiliaires dans les épiceries et les pharmacies et autres emplois nécessaires pour soutenir l'économie. Livres et magazines s'adressent aux femmes en faisant valoir la nécessité de leur travail. Beaucoup d'œuvres de fiction dépeignent les femmes qui travaillent dans les industries qui souffrent de pénuries de main-d'œuvre bien que ce soit généralement dans les industries les plus prestigieuses. Les principales couvertures de magazines, les films et les chansons populaires représentent tous des travailleuses.
La travailleuse de guerre est couramment utilisée comme symbole du front intérieur, peut-être parce que, contrairement à une figure masculine, la question de savoir pourquoi elle ne sert pas dans les forces armées ne sera pas soulevée. Dans beaucoup d'histoires, la femme qui travaille apparaît comme un exemple pour une femme égoïste qui ensuite change de conduite et obtient un emploi.
Les magazines sont invités à éditer des fictions adaptées aux temps de guerre. Le magazine True Story par exemple atténue son hostilité héritée de la Grande Dépression vis-à-vis des femmes qui travaillent et présente sous un jour favorable le travail de guerre. Dans un premier temps, il continue avec les thèmes sexuels tels que les travailleuses de guerre séduites, ayant des aventures avec des hommes mariés ou s'engageant dans des relations occasionnelles. Le Magazine Bureau formule des objections car il estime que cela gêne le recrutement et fait valoir que les travailleuses de guerre ne doivent pas être présentées comme plus enclines au badinage que les autres femmes. En conséquence True Story retire ces thèmes des histoires mettant en vedette les travailleuses de guerre. La femme carriériste ambitieuse dont la vie se termine en catastrophe apparaît toujours mais seulement quand elle est motivée par l'intérêt personnel tandis que les femmes qui travaillent pour des motifs patriotiques sont capables de maintenir leur mariage et d'avoir des enfants plutôt que de subir les fausses couches et l'infertilité, comme les travailleuses en souffraient immanquablement dans les histoires d'avant-guerre. Les fictions montrent que le travail de guerre peut racheter une femme au passé déplorable. Le Saturday Evening Post change encore plus sa représentation des femmes qui travaillent : La carriériste destructive d'avant-guerre disparaît entièrement et les femmes qui maintenant travaillent peuvent aussi avoir une famille heureuse.
L'image de la « fille séduisante » est adaptée à la situation de guerre en représentant les femmes qui travaillent en usine aussi attrayantes et il est montré ouvertement qu'une femme peut garder son apparence tout en occupant un emploi de guerre. Les romans présentent des travailleuses de guerre qui attirent l'attention des soldats de préférence aux filles qui vivent pour le plaisir. Les motifs des travailleuses de guerre sont souvent présentés comme permettant de faire rentrer plus tôt leurs hommes chez eux ou de créer un monde plus sûr pour leurs enfants. Les représentations des travailleuses de guerre indiquent souvent qu'elles ne travaillent que pour la durée de la guerre et ont l'intention de retourner à temps plein à la maison après le conflit.
La demande pour que les femmes travaillent suggère qu'en effectuant des travaux de guerre, une femme prend en charge son frère, son petit ami ou son mari dans les forces armées et accélère le jour où ils pourront rentrer à la maison.

##### Dans les forces armées
Il est demandé aux groupes et organisations féminines de recruter des femmes pour le WACS, le WAVES, le WASPS et autres branches féminines des services de l'armée.
L'image de la « fille séduisante » est appliquée aux femmes dans l'armée pour rassurer les femmes que rejoindre l'armée ne les rend pas moins féminines. Dans les romans populaires, les femmes en uniforme gagnent les cœurs des soldats qui les préfèrent aux femmes qui ne soutiennent pas l'effort de guerre.

### Américains africains: campagne «double V»

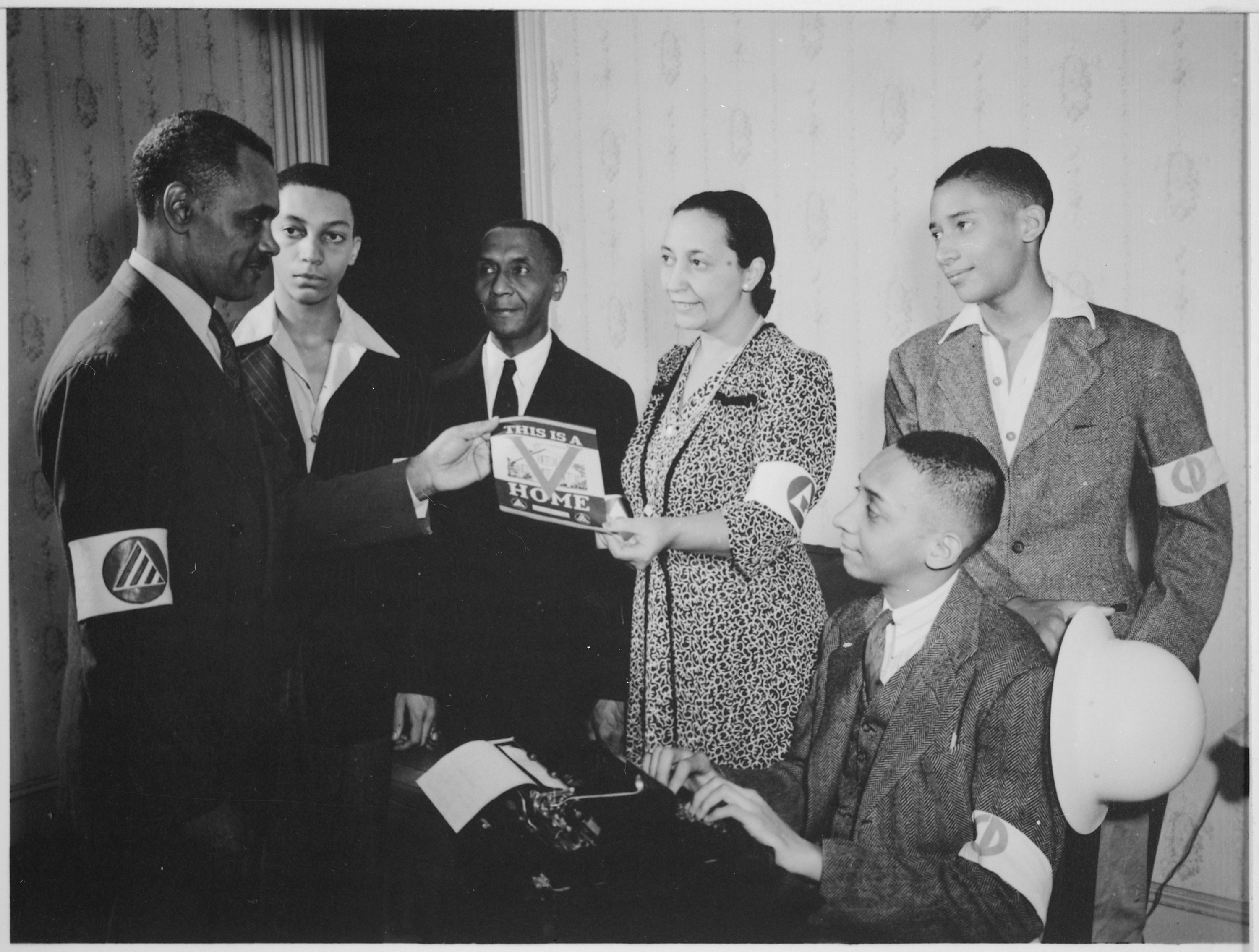
Participants à la campagne Double V, 1942.

La communauté afro-américaine aux États-Unis se décide pour une campagne double V: Victoire sur le fascisme à l'étranger et victoire sur la discrimination à la maison. Un grand nombre migrent des fermes pauvres du Sud vers les centres de munitions. Les tensions raciales sont élevées dans des villes surpeuplées comme Chicago. Detroit et Harlem sont le théâtre d'émeutes ethniques en 1943. Les journaux noirs créent la campagne « double V » pour renforcer le moral des noirs et prendre la tête d'une action radicale. Des affiches et dépliants spéciaux sont préparés pour la distribution dans les quartiers noirs.
La plupart des femmes noires ont été ouvrières agricoles ou domestiques avant la guerre. Malgré la discrimination et la ségrégation des installations dans tout le Sud, elles échappent au patch de coton (?) et occupent des emplois de cols bleus dans les villes. En travaillant avec les syndicats Federal Fair Employment Practices Committee, NAACP et CIO, ces femmes noires mènent une campagne « double V » : contre l'Axe à l'étranger et contre les pratiques d'embauche restrictives à la maison. Leurs efforts redéfinissent la citoyenneté, mettent sur un pied d'égalité leur patriotisme avec le travail de guerre et la recherche d'opportunités d'emploi égales, les droits du gouvernement et de meilleures conditions de travail comme conditions appropriées pour des citoyens à part entière. Dans le Sud, les femmes noires occupent des emplois séparés; à l'Ouest et dans la plupart du Nord, elles sont intégrées mais des grèves sauvages éclatent à Detroit, Baltimore et Evansville où les migrants blancs du Sud refusent de travailler aux côtés de femmes noires,.

### Foyers domestiques

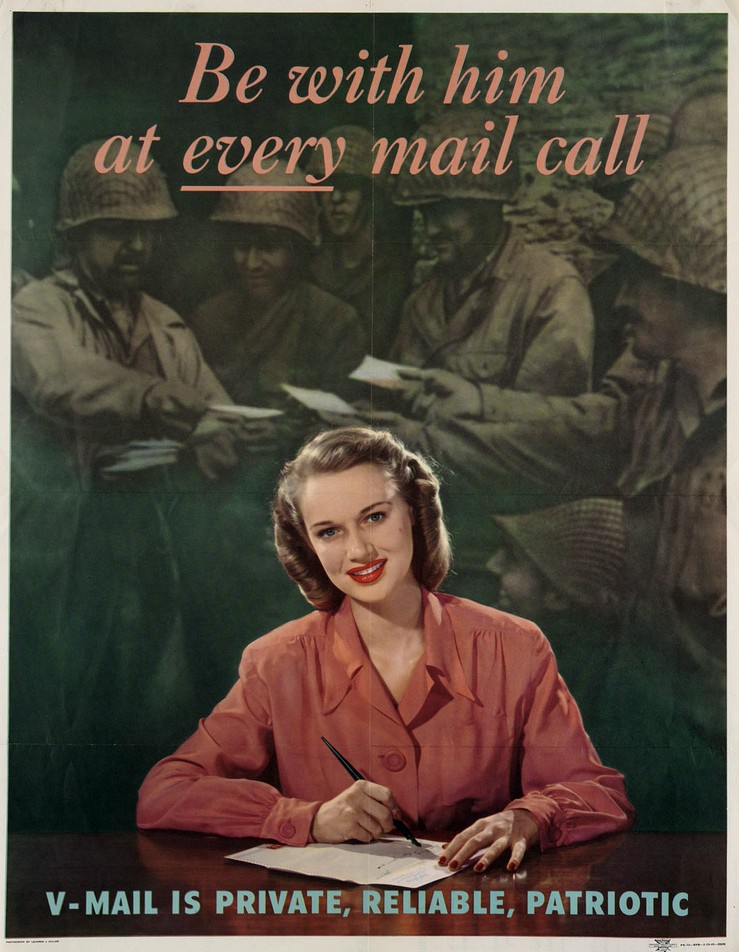
« Soyez avec lui à chaque lettre ! » (par Lejaren Hiller Sr.)

La plupart des distractions destinées aux soldats sont chargées de sentiment et de nostalgie pour aider à soutenir le moral. Dans la plupart des medias, le cliché de la girl next door est souvent utilisé comme symbole de tous ce qui est américain. Betty Grable le caractérise comme les femmes donnant aux soldats une raison de se battre et un soldat lui écrit en disant que ses photographies de pin-up leur rappellent, au milieu des combats, ce pour quoi ils luttent. Les chansons des programmes à la demande des forces armées ne sont pas consacrées à « Rosie la Riveteuse » mais aux filles qui attendent le retour des soldats. De nombreuses chansons similaires sont aussi très populaires sur le front intérieur. Les thèmes de l'amour, de la solitude et de la séparation sont rendus plus poignants par le contexte de la guerre.
Les agents de renseignement allemands qui interrogent des prisonniers américains, concluent à tort que les notions des Américains de pourquoi ils se battent sont des concepts vagues, comme Mom's apple pie (« la tarte aux pommes de maman ») et concluent que les soldats américains sont des idéalistes doux et peuvent être convaincus de déserter leurs alliés.
Les histoires du front intérieur racontent la nécessité pour leurs bien-aimées et les familles de rester comme elles sont, parce que « elles » sont ce pourquoi les soldats se battent. Comme la guerre se termine, des histoires réelles ou fictives représentent souvent des femmes qui quittent leur emploi de guerre pour retourner dans leurs foyers et élever des enfants. Les femmes -en particulier les femmes dont les maris sont en guerre- et les enfants, sont souvent présentés comme ce qui est jeu dans la guerre.
Les affiches du front intérieur évoquent également une Amérique idéalisée, comme dans la série déclarant This is America, décrivant the family is a sacred institution (« la famille est une institution sacrée »), Where Main Street is bigger than Broadway (« où la rue principale est plus grande que Broadway ») et Where a man picks his job (« où un homme prend son travail »). En règle générale, les hommes sont présentés comme ordinaires mais les femmes sont belles et enchanteresses.

### Alliés

#### Pro-britannique

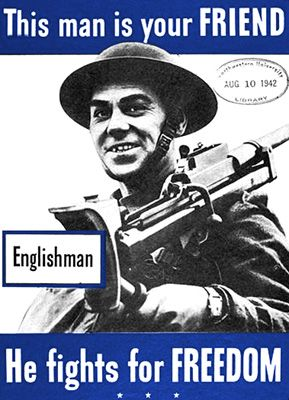
« Cet homme est votre ami. C'est un Anglais. Il combat pour la LIBERTÉ. »

Poster de l'Bureau de l'information de guerre : « La Grande-Bretagne, fer de lance de l'attaque », 1943-1945.

Roosevelt appelle au soutien de la Grande-Bretagne avant que les États-Unis entrent en guerre pour obtenir du soutien en faveur de la loi Lend-Lease. Une partie de ce raisonnement est que ceux qui combattent alors les puissances de l'Axe protègeront les États-Unis de la guerre s'ils sont soutenus.
Dans les médias de propagande, des affiches appellent à soutenir la Grande-Bretagne alors que le caractère associé au cliché du « hautain Anglais » disparaît des films. Les actualités montrent le Blitz et la fameuse image de la coupole de la cathédrale Saint-Paul s'élevant au-dessus des flammes tandis que Ed Murrow en rapporte les effets. Le film de Frank Capra La Bataille d'Angleterre (en) (The Battle of Britain) (1943), dans la série Pourquoi nous combattons (Why We Fight), dépeint la lutte de la RAF contre l'Allemagne. Bien qu'il embellit les véritables combats aériens, il représente les effrayants raids nocturnes que le peuple britannique supporte tranquillement.
Avant le 7 décembre 1941 et l'attaque surprise des Japonais à Hawaï, un certain nombre d'Américains dans le nord et le centre-ouest des États-Unis sont soit favorables à l'Allemagne nazie ou simplement opposés à une nouvelle guerre avec l'Allemagne parce qu'ils sont d'ascendance allemande. En outre, de nombreux Irlandais catholiques américains sont pro-nazi parce qu'ils sont ouvertement hostiles aux Britanniques et aux intérêts britanniques. Cependant, le Sud de l'Amérique est très pro-britannique à cette époque à cause de la parenté que les Sudistes ressentent vis-à-vis des Britanniques.
Le Sud est réputé être « un échec total » pour le comité non-interventionniste America First pour des raisons telles que la traditionnelle fierté du Sud relativement à la chose militaire, le sentiment pro-britannique et anglophile en raison de la prédominance d'origine britannique chez la plupart des Sudistes, la loyauté politique au Parti démocrate et au rôle des dépenses de défense qui aident l'économie déprimée de la région.

#### Pro-Russe
Représenter l'Union soviétique dans la propagande américaine est une question délicate tout au long de la guerre car l'Union soviétique ne peut absolument pas être présentée comme une démocratie libérale.
Cependant, l'attaque nazie contre l'Union soviétique inspire la propagande en sa faveur et Hollywood produit des films pro-russes. À la demande expresse de Roosevelt, le film Mission to Moscow est réalisé et dépeint les procès de purge comme un juste châtiment d'une conspiration trotskiste. D'un autre côté, le film de Greta Garbo Ninotchka (1939) n'est pas commercialisé car il ridiculise les Russes.
La série Pourquoi nous combattons (Why We Fight) de Frank Capra comprend La Bataille de Russie (en) (The Battle of Russia). La première partie du film montre l'attaque nazie contre l'Union soviétique, raconte les échecs passés de tentatives d'invasion de la Russie et décrit les tactiques russes de terre brûlée et de guérilla. Il omet également toutes références au pacte germano-soviétique d'avant-guerre. La deuxième partie du film dépeint l'Allemagne engagée trop loin dans la Russie et se concentre essentiellement sur le Siège de Léningrad. En fait, il dépeint de façon irréaliste le grand repli sur le territoire russe comme un stratagème délibéré du gouvernement soviétique.

#### Pro-chinoise

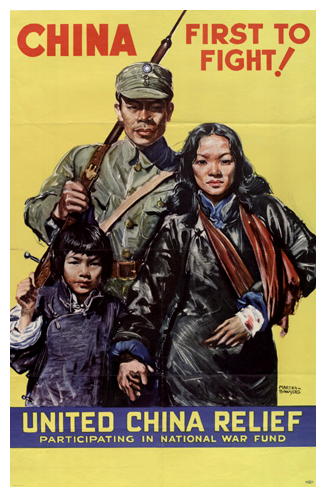
« La Chine ! Première à combattre ! »

Les affiches appellent au soutien du peuple chinois. Même avant l'entrée en guerre des États-Unis, de nombreuses personnalités chinoises paraissent sur la couverture de Time magazine. La propagande japonaise attribue cela non pas au dégoût que les Américains ressentent pour les atrocités japonaises en Chine mais simplement au fait que la propagande chinoise est plus efficace.
La série Pourquoi nous combattons (Why We Fight) comprend l'épisode La Bataille de Chine (en) (The Battle of China). Il représente l'attaque brutale de la Chine par le Japon ainsi que des atrocités telles que le massacre de Nankin qui contribue à galvaniser la résistance chinoise à l'occupation japonaise. Le film représente également la construction de la route de Birmanie qui permet à la Chine de rester dans la guerre tandis que les Japonais occupent la plupart des ports chinois. Le film ridiculise la propagande japonaise anti-occidentale de « co-prospérité » et de « co-existence » en déclinant ces thèmes sur des scènes d'atrocités japonaises. C'est le plus dur des films « Bien contre Mal » de la série Pourquoi nous combattons.
Pearl Buck, célèbre auteur de livres sur la Chine, avertit les Américains de prendre au sérieux l'attirance du concept japonais de sphère de coprospérité de la grande Asie orientale vis-à-vis des peuples de Chine et des autres nations asiatiques. Cela tient au fait que ces peuples sentent qu'ils sont traités comme des races inférieures, attitude que beaucoup en Occident ont envers les Orientaux. Elmer Davis (en) de l'Bureau de l'information de guerre déclare également que puisque les Japonais proclament que le conflit du Pacifique est une guerre raciale, les États-Unis ne peuvent contrer cette propagande que par des actes qui montrent que les Américains croient en l'égalité des races. Cependant, ce thème n'est pas officiellement abordé et la propagande américaine n'affronte pas le problème des préjugés fondés sur la couleur de peau.

#### Europe occupée
Les films Les nazis attaquent (en) (The Nazis Strike) et Diviser pour régner (Divide and Conquer) de la série Pourquoi nous combattons (Why We Fight), représentent la conquête de l'Europe. Les nazis attaquent couvre la confiscation des terres à partir de l'Anschluss et se conclut avec l'invasion de la Pologne tandis qu'il décrit Hitler créant une énorme force militaire. Diviser pour régner décrit les conquêtes allemandes au Danemark, en Norvège, au Luxembourg, en Belgique, aux Pays-Bas et en France. Une attention particulière est accordée aux atrocités et la population française est représentée comme esclave après la conquête. Une affiche américaine représente des Français avec les mains levées, avertissant que la victoire allemande signifie l'esclavage, la famine et la mort.
La tragédie de Lidice, le mitraillage des hommes et l'envoi des femmes dans les camps de concentration sont également représentés sur les affiches. La France libre fait également imprimer des affiches, exhortant la population américaine à la soutenir. Le Centre d'information belge a des affiches déclarant que les habitants de la Belgique résistent encore.
La propagande américaine est distribuée dans les pays occupés grâce aux efforts des mouvements clandestins. Des stocks de livres sont expédiés en France dans les semaines suivant le jour J afin de contrer la propagande nazie, propagande particulièrement anti-américaine. Cela fait partie de la « propagande de consolidation » destinée à pacifier les régions occupées de manière à limiter les forces nécessaires pour les occuper, à contrer la propagande nazie, en particulier vis-à-vis des États-Unis et à expliquer ce que les États-Unis ont fait pendant la guerre.

#### Pro-Philippines

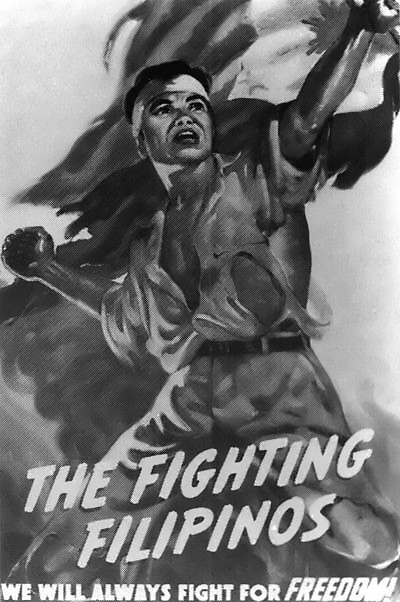
Affiche de propagande représentant le mouvement de résistance des Philippines.

Les affiches sont utilisées pour représenter et soutenir les forces de la résistance philippine, qui, bien que souvent classée comme l'une des résistances plus organisées de l'histoire, exerce également un terrible tribut sur le peuple philippin.

## Source de la traduction
- (en) Cet article est partiellement ou en totalité issu de l’article de Wikipédia en anglais intitulé « American propaganda during World War II » (voir la liste des auteurs).